# Listă de actrițe americane
Aceasta este o listă de actrițe de film americane.

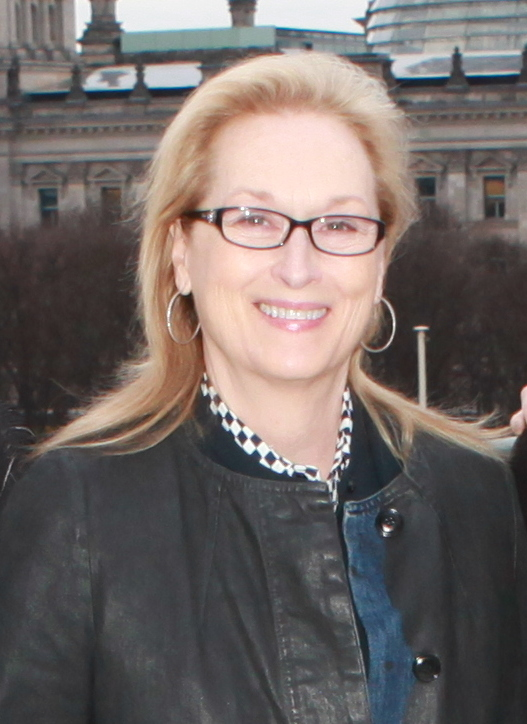
Meryl Streep

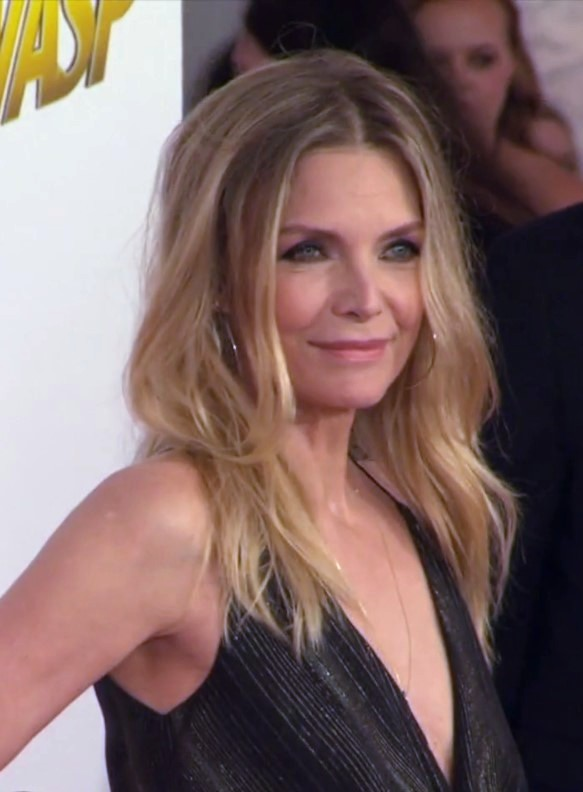
Michelle Pfeiffer

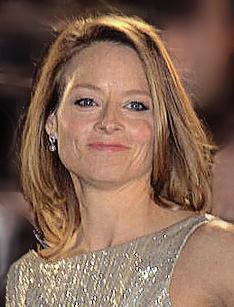
Jodie Foster

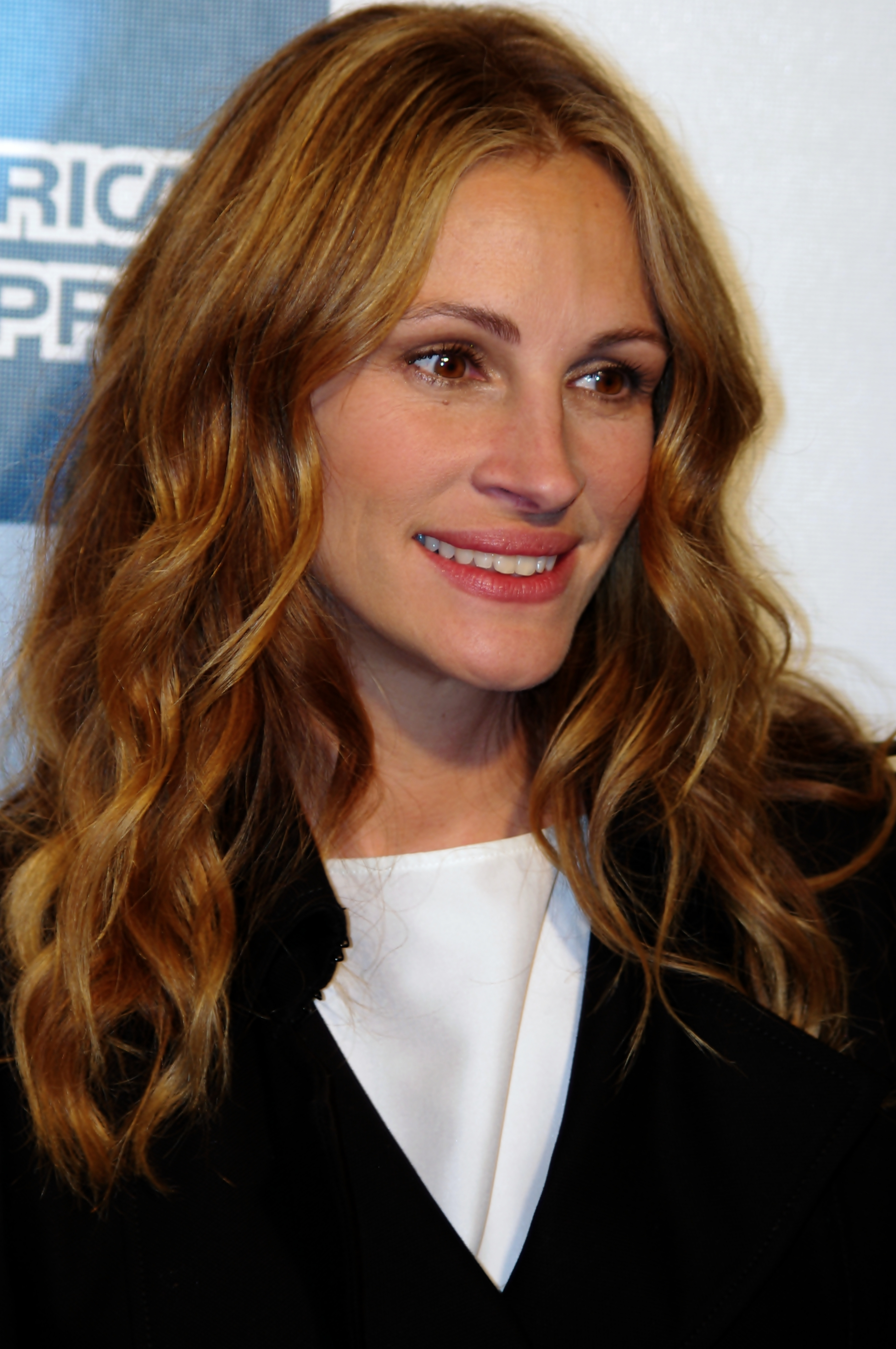
Julia Roberts

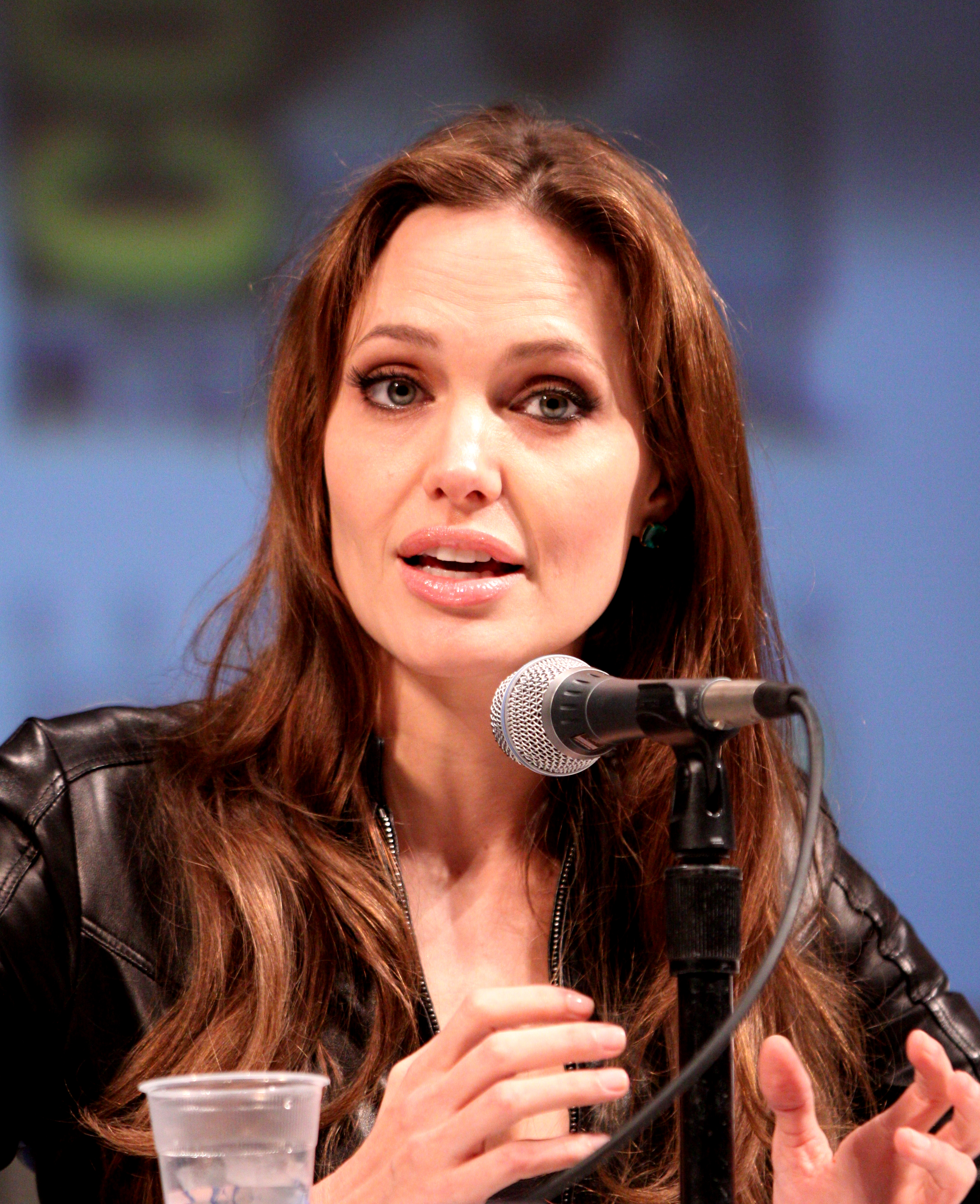
Angelina Jolie

Cuprins: Început - 0–9 A B C D E F G H I J K L M N O P Q R S T U V W X Y Z

Legenda:
născută în Națiune: această persoană s-a născut în străinătate, dar este americană prin naștere
născută ca „Naționalitate”: această persoană a dobândit cetățenia americană mai târziu în viață
dacă se cunoaște numai anul decesului, se menționează în mod explicit

## A
- Beverly Aadland 1942–2010[1]
- Mariann Aalda născută la 7 mai 1948 (76 de ani)[2]
- Caroline Aaron născută la 7 august 1952 (72 de ani)[3]
- Diahnne Abbott născută la 1 ianuarie 1945 (80 de ani)
- Rose Abdoo născută la 28 noiembrie 1962 (62 de ani)
- Paula Abdul născută la 19 iunie 1962 (62 de ani)
- Donzaleigh Abernathy născută la 5 august 1957 (67 de ani)
- Whitney Able născută la 2 iunie 1982 (42 de ani)
- Candice Accola născută la 13 mai 1987 (37 de ani)
- Amy Acker născută la 5 decembrie 1976 (48 de ani)
- Jean Acker 1893–1978
- Bettye Ackerman 1924–2006
- Amy Adams născută la 20 august 1974 (50 de ani) (născută în Italia)
- Brooke Adams născută la 8 februarie 1949 (76 de ani)
- Edie Adams 1927–2008
- Jane Adams născută la 1 aprilie 1965 (59 de ani)
- Joey Lauren Adams născută la 9 ianuarie 1968 (57 de ani)
- Julie Adams 1926–2019
- Lillian Adams 1922–2011
- Mary Kay Adams născută la 12 septembrie 1962 (62 de ani)
- Nancy Addison 1946–2002
- Shohreh Aghdashloo născută la 11 mai 1952 (72 de ani) (născută iraniană)
- Dianna Agron născută la 30 aprilie 1986 (38 de ani)
- Christina Aguilera născută la 18 decembrie 1980 (44 de ani)
- Lexi Ainsworth născută la 28 octombrie 1992 (32 de ani)
- Malin Åkerman născută la 12 mai 1978 (46 de ani) (născută suedeză)
- Jessica Alba născută la 28 aprilie 1981 (43 de ani)
- Lola Albright 1924–2017
- Denise Alexander născută la 11 noiembrie 1939 (85 de ani)
- Erika Alexander născută la 19 noiembrie 1969 (55 de ani)
- Jaimie Alexander născută la 12 martie 1984 (41 de ani)
- Jane Alexander născută la 28 octombrie 1939 (85 de ani)
- Khandi Alexander născută la 4 septembrie 1957 (67 de ani)
- Sasha Alexander născută la 17 mai 1973 (51 de ani)
- Kristian Alfonso născută la 5 septembrie 1963 (61 de ani)
- Tatyana Ali născută la 24 ianuarie 1979 (46 de ani)
- Mary Alice 1936–2022
- Ana Alicia născută la 12 decembrie 1956 (68 de ani) (născută în Mexic)
- Christa B. Allen născută la 11 noiembrie 1991 (33 de ani)
- Debbie Allen născută la 16 ianuarie 1950 (75 de ani)
- Elizabeth Allen 1929–2006
- Joan Allen născută la 20 august 1956 (68 de ani)
- Jonelle Allen născută la 18 iulie 1944 (80 de ani)
- Karen Allen născută la 5 octombrie 1951 (73 de ani)
- Krista Allen născută la 5 aprilie 1971 (53 de ani)
- Laura Allen născută la 21 martie 1974 (51 de ani)
- Nancy Allen născută la 24 iunie 1950 (74 de ani)
- Rosalind Allen născută la 23 septembrie 1957 (67 de ani) (născută în Noua Zeelandă)
- Kirstie Alley 1951—2022
- Jamie Anne Allman născută la 6 aprilie 1977 (47 de ani)
- June Allyson 1917–2006
- Daniella Alonso născută la 22 septembrie 1978 (46 de ani)
- María Conchita Alonso născută la 29 iunie 1957 (67 de ani)
- Trini Alvarado născută la 10 ianuarie 1967 (58 de ani)
- Lauren Ambrose născută la 20 februarie 1978 (47 de ani)
- Mädchen Amick născută la 12 decembrie 1970 (54 de ani)
- Suzy Amis născută la 5 ianuarie 1962 (63 de ani)
- Eva Amurri născută la 15 martie 1985 (40 de ani)
- Kristina Anapau născută la 30 octombrie 1979 (45 de ani)
- Andrea Anders născută la 10 mai 1975 (49 de ani)
- Gillian Anderson născută la 9 august 1968 (56 de ani)
- Loni Anderson născută la 5 august 1945 (79 de ani)
- Mary Anderson, 1918–2014
- Melissa Sue Anderson născută la 26 septembrie 1962 (62 de ani) (americano-canadiană)
- Melody Anderson născută la 3 decembrie 1955 (69 de ani)
- Nicole Gale Anderson născută la 29 august 1990 (34 de ani)
- Jennifer Aniston născută la 11 februarie 1969 (56 de ani)
- Odette Annable născută la 10 mai 1985 (39 de ani)
- Susan Anton născută la 12 octombrie 1950 (74 de ani)
- Shiri Appleby născută la 7 decembrie 1978 (46 de ani)
- Christina Applegate născută la 25 noiembrie 1971 (53 de ani)
- Anne Archer născută la 24 august 1947 (77 de ani)
- Beverly Archer născută la 19 iulie 1948 (76 de ani)
- Leila Arcieri născută la 18 decembrie 1973 (51 de ani)
- Eve Arden 1908–1990
- Ashley Argota născută la 9 ianuarie 1993 (32 de ani)
- Jillian Armenante născută la 5 iulie 1968 (56 de ani)
- Bess Armstrong născută la 11 decembrie 1953 (71 de ani)
- Samaire Armstrong născută la 31 octombrie 1980 (44 de ani) (născută în Japonia)
- Alexis Arquette 1969–2016
- Patricia Arquette născută la 8 aprilie 1968 (56 de ani)
- Rosanna Arquette născută la 10 august 1959 (65 de ani)
- Bea Arthur 1922–2009
- Jean Arthur 1900–1991
- Katie Aselton născută la 1 octombrie 1978 (46 de ani)
- Ashanti născută la 13 octombrie 1980 (44 de ani)
- Elizabeth Ashley născută la 30 august 1939 (85 de ani)
- Mary Astor 1906–1987
- Hayley Atwell născută la 5 aprilie 1982 (42 de ani) (britanico-americană)
- Margaret Avery născută la 20 ianuarie 1944 (81 de ani)
- Awkwafina născută la 2 iunie 1988 (36 de ani)
- Nicki Aycox 1975–2022
- Rochelle Aytes născută la 17 mai 1976 (48 de ani)
- Candice Azzara născută la 18 mai 1945 (79 de ani)

## B
- Lauren Bacall 1924–2014
- Barbara Bach născută la 28 august 1946 (78 de ani)
- Catherine Bach născută la 1 martie 1954 (71 de ani)
- Mary Badham născută la 7 octombrie 1952 (72 de ani)
- Jane Badler născută la 31 decembrie 1953 (71 de ani)
- Erykah Badu născută la 26 februarie 1971 (54 de ani)
- Katherine Bailess născută la 24 aprilie 1980 (44 de ani)
- Laura Bailey născută la 28 mai 1981 (43 de ani)
- Pearl Bailey 1918–1990
- Barbara Bain născută la 13 septembrie 1931 (93 de ani)
- Fay Bainter 1893–1968
- Diora Baird născută la 6 aprilie 1983 (41 de ani)
- Blanche Baker născută la 20 decembrie 1956 (68 de ani)
- Carroll Baker născută la 28 mai 1931 (93 de ani)
- Diane Baker născută la 25 februarie 1938 (87 de ani)
- Kathy Baker născută la 8 iunie 1950 (74 de ani)
- Leigh-Allyn Baker născută la 13 martie 1972 (53 de ani)
- Brenda Bakke născută la 15 mai 1963 (61 de ani)
- Fairuza Balk născută la 21 mai 1974 (50 de ani)
- Lucille Ball 1911–1989
- Kaye Ballard 1925–2019
- Talia Balsam născută la 5 martie 1959 (66 de ani)
- Anne Bancroft 1931–2005
- Lisa Banes 1955–2021
- Tallulah Bankhead 1902–1968
- Elizabeth Banks născută la 10 februarie 1974 (51 de ani)
- Tyra Banks născută la 4 decembrie 1973 (51 de ani)
- Theda Bara 1885–1955
- Christine Baranski născută la 2 mai 1952 (72 de ani)
- Adrienne Barbeau născută la 11 iunie 1945 (79 de ani)
- Ellen Barkin născută la 16 aprilie 1954 (70 de ani)
- Joanna Barnes 1934–2022
- Priscilla Barnes născută la 7 decembrie 1955 (69 de ani)
- Majel Barrett 1932–2008
- Barbara Barrie născută la 23 mai 1931 (93 de ani)
- Dana Barron născută la 22 aprilie 1966 (58 de ani)
- Drew Barrymore născută la 22 februarie 1975 (50 de ani)
- Ethel Barrymore 1879–1959
- Roseanne Barr născută la 3 noiembrie 1952 (72 de ani)
- Bonnie Bartlett născută la 20 iunie 1929 (95 de ani)
- Mischa Barton născută la 24 ianuarie 1986 (39 de ani)
- Ella Jay Basco născută la 17 septembrie 2006 (18 ani)
- Kim Basinger născută la 8 decembrie 1953 (71 de ani)
- Angela Bassett născută la 16 august 1958 (66 de ani)
- Justine Bateman născută la 19 februarie 1966 (59 de ani)
- Florence Bates 1888–1954
- Kathy Bates născută la 28 iunie 1948 (76 de ani)
- Cyia Batten născută la 26 ianuarie 1972 (53 de ani)
- Frances Bavier 1902–1989
- Barbara Baxley 1923–1990
- Anne Baxter 1923–1985
- Meredith Baxter născută la 21 iunie 1947 (77 de ani)
- Jennifer Beals născută la 19 decembrie 1963 (61 de ani)
- Amanda Bearse născută la 9 august 1958 (66 de ani)
- Madisen Beaty născută la 28 februarie 1995 (30 de ani)
- Louise Beavers 1902–1962
- Kimberly Beck născută la 9 ianuarie 1956 (69 de ani)
- Bonnie Bedelia născută la 25 martie 1948 (77 de ani)
- Nicole Beharie născută la 3 ianuarie 1985 (40 de ani)
- Beth Behrs născută la 26 decembrie 1985 (39 de ani)
- Doris Belack 1926–2011
- Ashley Bell născută la 26 mai 1986 (38 de ani)
- Catherine Bell născută la 14 august 1968 (56 de ani)
- Jillian Bell născută la 25 aprilie 1984 (40 de ani)
- Kristen Bell născută la 18 iulie 1980 (44 de ani)
- Lake Bell născută la 24 martie 1979 (46 de ani)
- Camilla Belle născută la 2 octombrie 1986 (38 de ani)
- Kathleen Beller născută la 19 februarie 1956 (69 de ani)
- Troian Bellisario născută la 28 octombrie 1985 (39 de ani)
- Maria Bello născută la 18 aprilie 1967 (57 de ani)
- Bea Benaderet 1906–1968
- Andrea Bendewald născută la 4 martie 1970 (55 de ani)
- Annette Bening născută la 29 mai 1958 (66 de ani)
- Constance Bennett 1904–1965
- Haley Bennett născută la 7 ianuarie 1988 (37 de ani)
- Joan Bennett 1910–1990
- Melissa Benoist născută la 4 octombrie 1988 (36 de ani)
- Amber Benson născută la 8 ianuarie 1977 (48 de ani)
- Ashley Benson născută la 18 decembrie 1989 (35 de ani)
- Jodi Benson născută la 10 octombrie 1961 (63 de ani)
- Julie Benz născută la 1 mai 1972 (52 de ani)
- Candice Bergen născută la 9 mai 1946 (78 de ani)
- Polly Bergen 1930–2014
- Elizabeth Berkley născută la 28 iulie 1972 (52 de ani)
- Jeannie Berlin născută la 1 noiembrie 1949 (75 de ani)
- Crystal Bernard născută la 30 septembrie 1961 (63 de ani)
- Sandra Bernhard născută la 6 iunie 1955 (69 de ani)
- Halle Berry născută la 14 august 1966 (58 de ani)
- Valerie Bertinelli născută la 23 aprilie 1960 (64 de ani)
- Angela Bettis născută la 9 ianuarie 1973 (52 de ani)
- Troy Beyer născută la 7 noiembrie 1964 (60 de ani)
- Mayim Bialik născută la 12 decembrie 1975 (49 de ani)
- Leslie Bibb născută la 17 noiembrie 1974 (50 de ani) ori 1973
- Jessica Biel născută la 3 martie 1982 (43 de ani)
- Barbara Billingsley 1915–2010
- Rachel Bilson născută la 25 august 1981 (43 de ani) ori 1982
- Traci Bingham născută la 13 ianuarie 1968 (57 de ani)
- Thora Birch născută la 11 martie 1982 (43 de ani)
- Kerry Bishé născută la 1 mai 1984 (40 de ani)
- Summer Bishil născută la 17 iulie 1988 (36 de ani)
- Julie Bishop 1914–2001
- Danielle Bisutti născută la 1 octombrie 1976 (48 de ani)
- Karen Black 1939–2013
- Sofia Black-D'Elia născută la 23 decembrie 1991 (33 de ani)
- Joan Blackman născută la 17 mai 1938 (86 de ani)
- Betsy Blair 1923–2009
- Linda Blair născută la 22 ianuarie 1959 (66 de ani)
- Patricia Blair 1933–2013
- Selma Blair născută la 23 iunie 1972 (52 de ani)
- Amanda Blake 1929–1989
- Susan Blakely născută la 7 septembrie 1948 (76 de ani)
- Ronee Blakley născută la 24 august 1945 (79 de ani)
- Jolene Blalock născută la 5 martie 1975 (50 de ani)
- Rowan Blanchard născută la 14 octombrie 2001 (23 de ani)
- Tammy Blanchard născută la 14 decembrie 1976 (48 de ani)
- Sally Blane 1910–1997
- Alexis Bledel născută la 16 septembrie 1981 (43 de ani)
- Yasmine Bleeth născută la 14 iunie 1968 (56 de ani)
- Mary J. Blige născută la 11 ianuarie 1971 (54 de ani)
- Joan Blondell 1906–1979
- Nikki Blonsky născută la 9 noiembrie 1988 (36 de ani)
- Moon Bloodgood născută la 20 septembrie 1975 (49 de ani)
- Lindsay Bloom născută la 28 august 1950 (74 de ani)
- Verna Bloom 1938–2019
- Emily Blunt născută la 23 februarie 1983 (42 de ani) (născută britanică)
- Ann Blyth născută la 16 august 1928 (96 de ani)
- Eleanor Boardman 1898–1991
- Mary Boland 1880–1965
- Melissa Bolona născută la 28 decembrie 1989 (35 de ani)
- Beulah Bondi 1889–1981
- Lisa Bonet născută la 16 noiembrie 1967 (57 de ani)
- Shirley Booth 1898–1992
- Olive Borden 1906–1947
- Alex Borstein născută la 15 februarie 1973 (52 de ani)
- Michelle Borth născută la 19 august 1978 (46 de ani)
- Samantha Boscarino născută la 26 decembrie 1994 (30 de ani)
- Rachel Boston născută la 9 mai 1982 (42 de ani)
- Kate Bosworth născută la 2 ianuarie 1983 (42 de ani)
- Barbara Bouchet născută la 15 august 1944 (80 de ani) ori 1943 (născută în Germania)
- Julie Bovasso 1930–1991
- Clara Bow 1905–1965
- Katrina Bowden născută la 19 septembrie 1988 (36 de ani)
- Lilan Bowden născută la 1 septembrie 1985 (39 de ani)
- Andrea Bowen născută la 4 martie 1990 (35 de ani)
- Julie Bowen născută la 3 martie 1970 (55 de ani)
- Jessica Bowman născută la 26 noiembrie 1980 (44 de ani)
- Jenna Boyd născută la 4 martie 1993 (32 de ani)
- Anise Boyer 1914–2008
- Lara Flynn Boyle născută la 24 martie 1970 (55 de ani)
- Lucy Boynton născută la 17 ianuarie 1994 (31 de ani)
- Lorraine Bracco născută la 2 octombrie 1954 (70 de ani)
- Alice Brady 1892–1939
- Alexandra Breckenridge născută la 15 mai 1982 (42 de ani)
- Tracey E. Bregman născută la 29 mai 1963 (61 de ani) (născută în Germania)
- Lucille Bremer 1917–1996
- Eileen Brennan 1932–2013
- Amy Brenneman născută la 22 iunie 1964 (60 de ani)
- Abigail Breslin născută la 14 aprilie 1996 (28 de ani)
- Jordana Brewster născută la 26 aprilie 1980 (44 de ani)
- Paget Brewster născută la 10 martie 1969 (56 de ani)
- Chloe Bridges născută la 27 decembrie 1991 (33 de ani)
- Alison Brie născută la 29 decembrie 1982 (42 de ani)
- Connie Britton născută la 6 martie 1967 (58 de ani)
- Pamela Britton 1923–1974
- Beth Broderick născută la 24 februarie 1959 (66 de ani)
- Jayne Brook născută la 16 septembrie 1960 (64 de ani)
- Geraldine Brooks 1925–1977
- Louise Brooks 1906–1985
- Blair Brown născută la 23 aprilie 1946 (78 de ani) ori 1947
- Chelsea Brown 1942–2017
- Kimberlin Brown născută la 29 iunie 1961 (63 de ani)
- Kimberly J. Brown născută la 16 noiembrie 1984 (40 de ani)
- Olivia Brown născută la 10 aprilie 1960 (64 de ani)
- Pat Crawford Brown 1925–2019
- Vanessa Brown 1928–1999
- Yvette Nicole Brown născută la 12 august 1971 (53 de ani)
- Leslie Browne născută la 29 iunie 1957 (67 de ani)
- Logan Browning născută la 9 iunie 1989 (35 de ani)
- Sabrina Bryan născută la 16 septembrie 1984 (40 de ani)
- Joy Bryant născută la 18 octombrie 1974 (50 de ani)
- Nana Bryant 1888-1955
- Tara Buck născută la 16 martie 1975 (50 de ani)
- Kira Buckland născută la 16 iulie 1987 (37 de ani)
- Betty Buckley născută la 3 iulie 1947 (77 de ani)
- Sandra Bullock născută la 26 iulie 1964 (60 de ani)
- Cara Buono născută la 1 martie 1974 (51 de ani)
- Candace Cameron Bure născută la 6 aprilie 1976 (48 de ani)
- Billie Burke 1884–1970
- Delta Burke născută la 30 iulie 1956 (68 de ani)
- Marylouise Burke născută la 20 ianuarie 1941 (84 de ani)
- Carol Burnett născută la 26 aprilie 1933 (91 de ani)
- Brooke Burns născută la 16 martie 1978 (47 de ani)
- Catherine Burns născută la 24 septembrie 1945 (79 de ani)
- Heather Burns născută la 7 aprilie 1975 (49 de ani)
- Ellen Burstyn născută la 7 decembrie 1932 (92 de ani)
- Hilarie Burton născută la 1 iulie 1982 (42 de ani)
- Kate Burton născută la 10 septembrie 1957 (67 de ani)
- Sophia Bush născută la 8 iulie 1982 (42 de ani)
- Michelle Buteau născută la 24 iulie 1977 (47 de ani)
- Brett Butler născută la 30 ianuarie 1958 (67 de ani)
- Yancy Butler născută la 2 iulie 1970 (54 de ani)
- Ruth Buzzi născută la 24 iulie 1936 (88 de ani)
- Spring Byington 1886–1971
- Amanda Bynes născută la 3 aprilie 1986 (38 de ani)
- Marion Byron 1911–1985

## C
- Jeanne Cagney 1919–1984
- Erin Cahill născută la 4 ianuarie 1980 (45 de ani)
- L. Scott Caldwell născută la 17 aprilie 1950 (74 de ani)
- Alice Calhoun 1900–1966
- Monica Calhoun născută la 29 iulie 1971 (53 de ani)
- K Callan născută la 9 ianuarie 1936 (89 de ani)
- Sarah Wayne Callies născută la 1 iunie 1977 (47 de ani)
- Vanessa Bell Calloway născută la 20 martie 1957 (68 de ani)
- Anna Camp născută la 27 septembrie 1982 (42 de ani)
- Colleen Camp născută la 7 iunie 1953 (71 de ani)
- Christa Campbell născută la 7 decembrie 1972 (52 de ani)
- Danielle Campbell născută la 30 ianuarie 1995 (30 de ani)
- Maia Campbell născută la 26 noiembrie 1976 (48 de ani)
- Tisha Campbell născută la 13 octombrie 1968 (56 de ani)
- Maria Canals-Barrera născută la 28 septembrie 1966 (58 de ani)
- Dyan Cannon născută la 4 ianuarie 1937 (88 de ani)
- Lizzy Caplan născută la 30 iunie 1982 (42 de ani)
- Jessica Capshaw născută la 9 august 1976 (48 de ani)
- Kate Capshaw născută la 3 noiembrie 1953 (71 de ani)
- Irene Cara 1959–2022
- Gina Carano născută la 16 aprilie 1982 (42 de ani)
- Linda Cardellini născută la 25 iunie 1975 (49 de ani)
- Clare Carey născută la 11 iunie 1967 (57 de ani)
- Mariah Carey născută la 27 martie 1969 (55 de ani)
- Lynn Carlin născută la 31 ianuarie 1938 (87 de ani)
- Kitty Carlisle 1910–2007
- Amy Carlson născută la 7 iulie 1968 (56 de ani)
- Kelly Carlson născută la 17 februarie 1976 (49 de ani)
- Jeanne Carmen 1930–2007
- Julie Carmen născută la 4 aprilie 1954 (70 de ani)
- Sue Carol 1906–1982
- Charisma Carpenter născută la 23 iulie 1970 (54 de ani)
- Jennifer Carpenter născută la 7 decembrie 1979 (45 de ani)
- Sabrina Carpenter născută la 11 mai 1999 (25 de ani)
- Ever Carradine născută la 6 august 1974 (50 de ani)
- Barbara Carrera născută la 31 decembrie 1945 (79 de ani) ori 1944, ori 1946, ori 1951 (născută în Nicaragua)
- Tia Carrere născută la 2 ianuarie 1967 (58 de ani)
- Diahann Carroll 1935–2019
- Madeline Carroll născută la 18 martie 1996 (29 de ani)
- Nancy Carroll 1903–1965
- Pat Carroll 1927–2022
- Dixie Carter 1939–2010
- Lynda Carter născută la 24 iulie 1951 (73 de ani)
- Gabrielle Carteris născută la 2 ianuarie 1961 (64 de ani)
- Angela Cartwright născută la 9 septembrie 1952 (72 de ani) (născută englezoaică)
- Veronica Cartwright născută la 20 aprilie 1949 (75 de ani) (născută britanică)
- Rosalind Cash 1938–1995
- Peggy Cass 1924–1999
- Joanna Cassidy născută la 2 august 1945 (79 de ani)
- Katie Cassidy născută la 25 noiembrie 1986 (38 de ani)
- Peggie Castle 1927–1973
- Shanley Caswell născută la 3 decembrie 1991 (33 de ani)
- Phoebe Cates născută la 16 iulie 1963 (61 de ani)
- Kim Cattrall născută la 21 august 1956 (68 de ani) (născută canadiană)
- Jessica Cauffiel născută la 30 martie 1976 (48 de ani)
- Emma Caulfield născută la 8 aprilie 1973 (51 de ani)
- Joan Caulfield 1922–1991
- Kristin Cavallari născută la 5 ianuarie 1987 (38 de ani)
- Lacey Chabert născută la 30 septembrie 1982 (42 de ani)
- Faune Chambers născută la 23 septembrie 1976 (48 de ani)
- Carol Channing 1921–2019
- Stockard Channing născută la 13 februarie 1944 (81 de ani)
- Cyd Charisse 1922–2008
- Annette Charles 1948–2011
- Daveigh Chase născută la 24 iulie 1990 (34 de ani)
- Jessica Chastain născută la 24 martie 1977 (48 de ani)
- Ruth Chatterton 1892–1961
- Molly Cheek născută la 2 martie 1950 (75 de ani)
- Kristin Chenoweth născută la 24 iulie 1968 (56 de ani)
- Cher născută la 20 mai 1946 (78 de ani)
- Vanessa Lee Chester născută la 2 iulie 1984 (40 de ani)
- Lois Chiles născută la 15 aprilie 1947 (77 de ani)
- Anna Chlumsky născută la 3 decembrie 1980 (44 de ani)
- Margaret Cho născută la 5 decembrie 1968 (56 de ani)
- Rosalind Chao născută la 23 septembrie 1958 (66 de ani)
- Erika Christensen născută la 19 august 1982 (42 de ani)
- Claudia Christian născută la 10 august 1965 (59 de ani)
- Jamie Chung născută la 10 aprilie 1983 (41 de ani)
- Marguerite Churchill 1910–2000
- Ciara născută la 25 octombrie 1985 (39 de ani)
- Candy Clark născută la 20 iunie 1947 (77 de ani)
- Judy Clark 1924–2002
- Melinda Clarke născută la 24 aprilie 1969 (55 de ani)
- Sarah Clarke născută la 16 februarie 1972 (53 de ani)
- Patricia Clarkson născută la 29 decembrie 1959 (65 de ani)
- Jill Clayburgh 1944–2010
- Kiersey Clemons născută la 17 decembrie 1993 (31 de ani)
- Colleen Clinkenbeard născută la 13 aprilie 1980 (44 de ani)
- Rosemary Clooney 1928–2002
- Glenn Close născută la 19 martie 1947 (78 de ani)
- Imogene Coca 1908–2001
- Annalisa Cochrane născută la 21 iunie 1996 (28 de ani)
- Lauren Cohan născută la 7 ianuarie 1982 (43 de ani) (născută britanică)
- Lynn Cohen 1933–2020
- Mindy Cohn născută la 20 mai 1966 (58 de ani)
- Claudette Colbert 1903–1996
- Taylor Cole născută la 29 aprilie 1984 (40 de ani)
- Tina Cole născută la 4 august 1943 (81 de ani)
- Holliston Coleman născută la 30 iunie 1992 (32 de ani)
- Monique Coleman născută la 13 noiembrie 1980 (44 de ani)
- Kim Coles născută la 11 ianuarie 1962 (63 de ani)
- Patricia Collinge 1892–1974
- Lily Collins născută la 18 martie 1989 (36 de ani) (britanico-americană)
- Lynn Collins născută la 16 mai 1977 (47 de ani)
- Holly Marie Combs născută la 3 decembrie 1973 (51 de ani)
- Anjanette Comer născută la 7 august 1939 (85 de ani)
- Dorothy Comingore 1913–1971
- Betty Compson 1897–1974
- Michaela Conlin născută la 9 iunie 1978 (46 de ani)
- Jennifer Connelly născută la 12 decembrie 1970 (54 de ani)
- Kristen Connolly născută la 12 iulie 1980 (44 de ani)
- Carole Cook 1924–2023
- Rachael Leigh Cook născută la 4 octombrie 1979 (45 de ani)
- Jennifer Coolidge născută la 28 august 1961 (63 de ani)
- Calico Cooper născută la 19 mai 1981 (43 de ani)
- Ellen Corby 1911–1999
- Mara Corday născută la 3 ianuarie 1930 (95 de ani)
- Didi Conn născută la 13 iulie 1951 (73 de ani)
- Maddie Corman născută la 15 august 1970 (54 de ani)
- Carrie Coon născută la 24 ianuarie 1981 (44 de ani)
- Miranda Cosgrove născută la 14 mai 1993 (31 de ani)
- Dolores Costello 1903–1979
- Stephanie Courtney născută la 8 februarie 1970 (55 de ani)
- Jane Cowl 1883–1950
- Courteney Cox născută la 15 iunie 1964 (60 de ani)
- Laverne Cox născută la 29 mai 1972 (52 de ani)
- Nikki Cox născută la 2 iunie 1978 (46 de ani)
- Carolyn Craig 1934–1970
- Yvonne Craig 1937–2015
- Jeanne Crain 1925–2003
- Barbara Crampton născută la 27 decembrie 1958 (66 de ani)
- Norma Crane 1928–1973
- Joan Crawford c. 1904–1977
- Cathy Lee Crosby născută la 2 decembrie 1944 (80 de ani)
- Denise Crosby născută la 24 noiembrie 1957 (67 de ani)
- Mary Crosby născută la 14 septembrie 1959 (65 de ani)
- Marcia Cross născută la 25 martie 1962 (63 de ani)
- Lindsay Crouse născută la 12 mai 1948 (76 de ani)
- Gia Crovatin născută la 30 noiembrie 1985 (39 de ani)
- Suzanne Cryer născută la 13 ianuarie 1967 (58 de ani)
- Olivia Culpo 8 mai 1992 (32 de ani)
- Constance Cummings 1910–2005
- Erin Cummings născută la 19 iulie 1977 (47 de ani)
- Quinn Cummings născută la 13 august 1967 (57 de ani)
- Kaley Cuoco născută la 30 noiembrie 1985 (39 de ani)
- Jane Curtin născută la 6 septembrie 1947 (77 de ani)
- Jamie Lee Curtis născută la 22 noiembrie 1958 (66 de ani)
- Ann Cusack născută la 22 mai 1961 (63 de ani)
- Joan Cusack născută la 11 octombrie 1962 (62 de ani)
- Tawny Cypress născută la 8 august 1976 (48 de ani)
- Miley Cyrus născută la 23 noiembrie 1992 (32 de ani)

## D
- Caroline D'Amore născută la 9 iunie 1984 (40 de ani)
- Beverly D'Angelo născută la 15 noiembrie 1951 (73 de ani)
- Patti D'Arbanville născută la 25 mai 1951 (73 de ani)
- Donna D'Errico născută la 30 martie 1968 (56 de ani)
- Shae D'lyn născută la 24 noiembrie 1963 (61 de ani)
- Yaya DaCosta născută la 15 noiembrie 1982 (42 de ani)
- Alexandra Daddario născută la 16 martie 1986 (39 de ani)
- Arlene Dahl 1925–2021
- Irene Dailey 1920–2008
- E. G. Daily născută la 11 septembrie 1961 (63 de ani)
- Nadia Dajani născută la 26 octombrie 1965 (59 de ani)
- Abby Dalton 1932–2020
- Tyne Daly născută la 21 februarie 1946 (79 de ani)
- Dorothy Dandridge 1922–1965
- Claire Danes născută la 12 aprilie 1979 (45 de ani)
- Shera Danese născută la 9 octombrie 1949 (75 de ani)
- Brittany Daniel născută la 17 martie 1976 (49 de ani)
- Bebe Daniels 1901–1971
- Erin Daniels născută la 9 octombrie 1973 (51 de ani)
- Sarah E. Daniels născută la 1 august 1989 (35 de ani)
- Blythe Danner născută la 3 februarie 1943 (82 de ani)
- Candy Darling 1944–1974
- Linda Darnell 1923–1965
- Lisa Darr născută la 21 aprilie 1963 (61 de ani)
- Jane Darwell 1879–1967
- Stacey Dash născută la 20 ianuarie 1967 (58 de ani)
- Alexa Davalos născută la 28 mai 1982 (42 de ani)
- Amy Davidson născută la 15 septembrie 1979 (45 de ani)
- Ann B. Davis 1926–2014
- Bette Davis 1908–1989
- Carole Davis născută la 17 februarie 1958 (67 de ani)
- Dana Davis născută la 4 octombrie 1978 (46 de ani)
- Geena Davis născută la 21 ianuarie 1956 (69 de ani)
- Hope Davis născută la 23 martie 1964 (61 de ani)
- Josie Davis născută la 16 ianuarie 1973 (52 de ani)
- Kristin Davis născută la 23 februarie 1965 (60 de ani)
- Phyllis Davis 1940–2013
- Viola Davis născută la 11 august 1965 (59 de ani)
- Embeth Davidtz născută la 11 august 1965 (59 de ani)
- Pam Dawber născută la 18 octombrie 1951 (73 de ani)
- Rosario Dawson născută la 9 mai 1979 (45 de ani)
- Roxann Dawson născută la 11 septembrie 1958 (66 de ani)
- Doris Day 1922–2019
- Felicia Day născută la 28 iunie 1979 (45 de ani)
- Marceline Day 1908–2000
- Priscilla Dean 1896–1987
- Yvonne De Carlo 1922–2007
- Brooklyn Decker născută la 12 aprilie 1987 (37 de ani)
- Frances Dee 1909–2004
- Ruby Dee 1922–2014
- Sandra Dee 1942–2005
- Kaylee DeFer născută la 23 septembrie 1986 (38 de ani)
- Ellen DeGeneres născută la 26 ianuarie 1958 (67 de ani)
- Gloria DeHaven 1925–2016
- Olivia de Havilland 1916–2020
- Nicole DeHuff 1975–2005
- Wanda De Jesus născută la 26 august 1958 (66 de ani)
- Paz de la Huerta născută la 3 septembrie 1984 (40 de ani)
- Allie DeBerry născută la 26 octombrie 1994 (30 de ani)
- Kate del Castillo născută la 23 octombrie 1972 (52 de ani) (născută mexicancă)
- Kim Delaney născută la 29 noiembrie 1961 (63 de ani)
- Diane Delano născută la 29 ianuarie 1957 (68 de ani)
- Dana Delany născută la 13 martie 1956 (69 de ani)
- Idalis DeLeón născută la 15 iunie 1966 (58 de ani) or (1969)
- Grey DeLisle născută la 24 august 1973 (51 de ani)
- Alycia Delmore născută la 4 octombrie 1977 (47 de ani)
- Julie Delpy născută la 21 decembrie 1969 (55 de ani) (născută franțuzoaică)
- Drea de Matteo născută la 19 ianuarie 1972 (53 de ani)
- Rebecca De Mornay născută la 29 august 1959 (65 de ani)
- Carol Dempster 1901–1991
- Lori Beth Denberg născută la 2 februarie 1976 (49 de ani)
- Kat Dennings născută la 13 iunie 1986 (38 de ani)
- Sandy Dennis 1937–1992
- Bo Derek născută la 20 noiembrie 1956 (68 de ani)
- Laura Dern născută la 10 februarie 1967 (58 de ani)
- Portia de Rossi născută la 31 ianuarie 1973 (52 de ani)
- Donna D'Errico născută la 30 martie 1968 (56 de ani)
- Melissa De Sousa născută la 25 septembrie 1967 (57 de ani)
- Emily Deschanel născută la 11 octombrie 1976 (48 de ani)
- Mary Jo Deschanel născută la 25 noiembrie 1945 (79 de ani)
- Zooey Deschanel născută la 17 ianuarie 1980 (45 de ani)
- Amanda Detmer născută la 27 septembrie 1971 (53 de ani)
- Madelyn Deutch născută la 23 martie 1991 (34 de ani)
- Zoey Deutch născută la 10 noiembrie 1994 (30 de ani)
- Patti Deutsch 1943–2017
- Kaitlyn Dever născută la 21 decembrie 1996 (28 de ani)
- Loretta Devine născută la 21 august 1949 (75 de ani)
- Torrey DeVitto născută la 8 iunie 1984 (40 de ani)
- Jenna Dewan născută la 3 decembrie 1980 (44 de ani)
- Joyce DeWitt născută la 23 aprilie 1949 (75 de ani)
- Rosemarie DeWitt născută la 26 octombrie 1971 (53 de ani)
- Noureen DeWulf născută la 28 februarie 1984 (41 de ani)
- Susan Dey născută la 10 decembrie 1952 (72 de ani)
- Alyssa Diaz născută la 7 septembrie 1985 (39 de ani)
- Cameron Diaz născută la 30 august 1972 (52 de ani)
- Melonie Diaz născută la 25 aprilie 1984 (40 de ani)
- Kim Dickens născută la 18 iunie 1965 (59 de ani)
- Angie Dickinson născută la 30 septembrie 1931 (93 de ani)
- Marlene Dietrich 1901–1992
- Victoria Dillard născută la 20 septembrie 1969 (55 de ani)
- Phyllis Diller 1917–2012
- Melinda Dillon 1939–2023
- Mia Dillon născută la 9 iulie 1955 (69 de ani)
- Jean Dixon 1893-1981
- Donna Dixon născută la 20 iulie 1957 (67 de ani)
- Maria Dizzia născută la 29 decembrie 1974 (50 de ani)
- Megan Dodds născută la 15 februarie 1970 (55 de ani)
- Shannen Doherty 1971–2024
- Ami Dolenz născută la 8 ianuarie 1969 (56 de ani)
- Dagmara Dominczyk născută la 17 iulie 1976 (48 de ani) (născută în Polonia)
- Elinor Donahue născută la 19 aprilie 1937 (87 de ani)
- Jocelin Donahue născută la 8 noiembrie 1981 (43 de ani)
- Elisa Donovan născută la 3 februarie 1971 (54 de ani)
- Ann Doran 1911-2000
- Kaitlin Doubleday născută la 19 iulie 1984 (40 de ani)
- Portia Doubleday născută la 22 iunie 1988 (36 de ani)
- Donna Douglas 1932–2015
- Illeana Douglas născută la 25 iulie 1965 (59 de ani)
- Suzzanne Douglas 1957–2021
- Robyn Douglass născută la 21 iunie 1953 (71 de ani)
- Fiona Dourif născută la 30 octombrie 1981 (43 de ani)
- Billie Dove 1903–1997
- Ann Dowd născută la 30 ianuarie 1956 (69 de ani)
- Doris Dowling 1923–2004
- Denise Dowse 1958–2022
- Polly Draper născută la 15 iunie 1955 (69 de ani)
- Rachel Dratch născută la 22 februarie 1966 (59 de ani)
- Fran Drescher născută la 30 septembrie 1957 (67 de ani)
- Louise Dresser 1878–1965
- Marie Dressler 1868–1934
- Ellen Drew 1915–2003
- Minnie Driver născută la 31 ianuarie 1970 (55 de ani) (născută britanică)
- Joanne Dru 1922–1996
- Alice Drummond 1928–2016
- Ja'Net DuBois 1932–2020
- Heather Dubrow născută la 6 ianuarie 1969 (56 de ani)
- Anne Dudek născută la 22 martie 1975 (50 de ani)
- Haylie Duff născută la 19 februarie 1985 (40 de ani)
- Hilary Duff născută la 28 septembrie 1987 (37 de ani)
- Julia Duffy născută la 27 iunie 1951 (73 de ani)
- Karen Duffy născută la 23 mai 1962 (62 de ani)
- Olympia Dukakis 1931–2021
- Patty Duke 1946–2016
- Faye Dunaway născută la 14 ianuarie 1941 (84 de ani)
- Jennifer Dundas născută la 14 ianuarie 1971 (54 de ani)
- Christine Dunford născută la 4 decembrie 1968 (56 de ani)
- Dominique Dunne 1959–1982
- Irene Dunne 1898–1990
- Mildred Dunnock 1901–1991
- Kirsten Dunst născută la 30 aprilie 1982 (42 de ani)
- Tiffany Dupont născută la 22 martie 1981 (44 de ani)
- Eliza Dushku născută la 30 decembrie 1980 (44 de ani)
- Clea DuVall născută la 25 septembrie 1977 (47 de ani)
- Shelley Duvall 1949–2024
- Ann Dvorak 1911–1979
- Natalia Dyer născută la 13 ianuarie 1995 (30 de ani)
- Alexis Dziena născută la 8 iulie 1984 (40 de ani)

## E
- Jeanne Eagels 1890–1929
- Bobbie Eakes născută la 25 iulie 1961 (63 de ani)
- Leslie Easterbrook născută la 29 iulie 1949 (75 de ani)
- Alison Eastwood născută la 22 mai 1972 (52 de ani)
- Mary Eaton 1901–1948
- Christine Ebersole născută la 21 februarie 1953 (72 de ani)
- Sonya Eddy 1967–2022
- Lisa Edelstein născută la 21 mai 1966 (58 de ani)
- Barbara Eden 23 august 1931 (93 de ani)
- Melissa Claire Egan născută la 28 septembrie 1981 (43 de ani)
- Nicole Eggert născută la 13 ianuarie 1972 (53 de ani)
- Jennifer Ehle născută la 29 decembrie 1969 (55 de ani)
- Lisa Eilbacher născută la 5 mai 1956 (68 de ani) (născută în Arabia Saudită)
- Jill Eikenberry născută la 21 ianuarie 1947 (78 de ani)
- Hallie Eisenberg născută la 2 august 1992 (32 de ani)
- Carmen Electra născută la 20 aprilie 1972 (52 de ani)
- Erika Eleniak născută la 29 septembrie 1969 (55 de ani)
- Jenna Elfman născută la 30 septembrie 1971 (53 de ani)
- Kimberly Elise născută la 17 aprilie 1967 (57 de ani)
- Shannon Elizabeth născută la 7 septembrie 1973 (51 de ani)
- Vera-Ellen 1921–1981
- Jane Elliot născută la 17 ianuarie 1947 (78 de ani)
- Patricia Elliott 1938–2015
- Aunjanue Ellis născută la 21 februarie 1969 (56 de ani)
- Georgia Engel 1948–2019
- Molly Ephraim născută la 22 mai 1986 (38 de ani)
- Shareeka Epps născută la 11 iulie 1989 (35 de ani)
- Kathryn Erbe născută la 5 iulie 1965 (59 de ani)
- Jennifer Esposito născută la 11 aprilie 1973 (51 de ani)
- Susie Essman născută la 31 mai 1955 (69 de ani)
- Scarlett Estevez născută la 4 decembrie 2007 (17 ani)
- Estelle Evans 1906–1985
- Judi Evans născută la 12 iulie 1964 (60 de ani)
- Linda Evans născută la 18 noiembrie 1942 (82 de ani)
- Madge Evans 1909–1981
- Mary Beth Evans născută la 7 martie 1961 (64 de ani)
- Eve născută la 10 noiembrie 1978 (46 de ani)
- Angie Everhart născută la 7 septembrie 1969 (55 de ani)
- Bridget Everett născută la 21 aprilie 1972 (52 de ani)
- Wynn Everett născută la 26 octombrie 1978 (46 de ani)
- Briana Evigan născută la 23 octombrie 1986 (38 de ani)
- Kayla Ewell născută la 27 august 1985 (39 de ani)

## F
- Shelley Fabares născută la 19 ianuarie 1944 (81 de ani)
- Nanette Fabray 1920–2018
- Morgan Fairchild născută la 3 februarie 1950 (75 de ani)
- Lola Falana născută la 11 septembrie 1942 (82 de ani)
- Edie Falco născută la 5 iulie 1963 (61 de ani)
- Siobhan Fallon născută la 13 mai 1961 (63 de ani)
- Dakota Fanning născută la 23 februarie 1994 (31 de ani)
- Elle Fanning născută la 9 aprilie 1998 (26 de ani)
- Anna Faris născută la 29 noiembrie 1976 (48 de ani)
- Frances Farmer 1913–1970
- Taissa Farmiga născută la 17 august 1994 (30 de ani)
- Vera Farmiga născută la 6 august 1973 (51 de ani)
- Glenda Farrell 1904–1971
- Sharon Farrell născută la 24 decembrie 1940 (84 de ani)
- Terry Farrell născută la 19 noiembrie 1963 (61 de ani)
- Mia Farrow născută la 9 februarie 1945 (80 de ani)
- Farrah Fawcett 1947–2009
- Alice Faye 1915–1998
- Barbara Feldon născută la 12 martie 1933 (92 de ani)
- Tovah Feldshuh născută la 27 decembrie 1952 (72 de ani)
- Beanie Feldstein născută la 24 iunie 1993 (31 de ani)
- Sherilyn Fenn născută la 1 februarie 1965 (60 de ani)
- Vanessa Ferlito născută la 28 decembrie 1980 (44 de ani) sau 1977/1976
- Conchata Ferrell 1943–2020
- America Ferrera născută la 18 aprilie 1984 (40 de ani)
- Peggy Feury 1924–1985
- Tina Fey născută la 18 mai 1970 (54 de ani)
- Sally Field născută la 6 noiembrie 1946 (78 de ani)
- Chip Fields născută la 5 august 1961 (63 de ani)
- Holly Fields născută la 11 octombrie 1976 (48 de ani)
- Jere Fields născută la 2 iulie 1959 (65 de ani)
- Kim Fields născută la 12 mai 1969 (55 de ani)
- Hala Finley născută la 18 mai 2009 (15 ani)
- Ashley Fink născută la 20 noiembrie 1986 (38 de ani)
- Linda Fiorentino născută la 9 martie 1958 (67 de ani) sau 1960
- Jenna Fischer născută la 7 martie 1974 (51 de ani)
- Takayo Fischer născută la 25 noiembrie 1932 (92 de ani)
- Danielle Fishel născută la 5 mai 1981 (43 de ani)
- Carrie Fisher 1956–2016
- Frances Fisher născută la 11 mai 1952 (72 de ani)
- Joely Fisher născută la 29 octombrie 1967 (57 de ani)
- Schuyler Fisk născută la 8 iulie 1982 (42 de ani)
- Fannie Flagg născută la 21 septembrie 1944 (80 de ani)
- Jennifer Flavin născută la 14 august 1968 (56 de ani)
- Jaqueline Fleming născută la 10 septembrie 1977 (47 de ani)
- Rhonda Fleming 1923–2020
- Louise Fletcher 1934–2022
- Calista Flockhart născută la 11 noiembrie 1964 (60 de ani)
- Ann Flood 1932–2022
- Nina Foch 1924–2008
- Megan Follows născută la 14 martie 1968 (57 de ani) (născută în Canada)
- Bridget Fonda născută la 27 ianuarie 1964 (61 de ani)
- Jane Fonda născută la 21 decembrie 1937 (87 de ani)
- Lyndsy Fonseca născută la 7 ianuarie 1987 (38 de ani)
- Joan Fontaine 1917–2013 (născută în Japan)
- Anitra Ford născută la 3 septembrie 1942 (82 de ani)
- Constance Ford 1923–1993
- Courtney Ford născută la 27 iunie 1978 (46 de ani)
- Faith Ford născută la 14 septembrie 1964 (60 de ani)
- Maria Ford 1966
- Deborah Foreman născută la 12 octombrie 1962 (62 de ani)
- Sally Forrest 1928–2015
- Jodie Foster născută la 19 noiembrie 1962 (62 de ani)
- Kimberly Foster născută la 6 iulie 1961 (63 de ani)
- Meg Foster născută la 10 mai 1948 (76 de ani)
- Sara Foster născută la 5 februarie 1981 (44 de ani)
- Sutton Foster născută la 18 martie 1975 (50 de ani)
- Jorja Fox născută la 7 iulie 1968 (56 de ani)
- Megan Fox născută la 16 mai 1986 (38 de ani)
- Vivica A. Fox născută la 30 iulie 1964 (60 de ani)
- Mackenzie Foy născută la 10 noiembrie 2000 (24 de ani)
- Anne Francis 1930–2011
- Kay Francis 1905–1968
- Bonnie Franklin 1944–2013
- Diane Franklin născută la 11 februarie 1962 (63 de ani)
- Kathleen Freeman 1919–2001
- Mona Freeman 1926–2014
- Kate French născută la 23 septembrie 1984 (40 de ani)
- Lindsay Frost născută la 4 iunie 1962 (62 de ani)
- Soleil Moon Frye născută la 6 august 1976 (48 de ani)
- Isabelle Fuhrman născută la 25 februarie 1997 (28 de ani)
- Emma Fuhrmann născută la 15 septembrie 2001 (23 de ani)
- Annette Funicello 1942–2013

## G
- Eva Gabor 1919–1995 (născută unguroaică)
- Zsa Zsa Gabor 1917–2016 (născută unguroaică)
- Jacqueline Gadsden 1900–1986
- Lady Gaga născută la 28 martie 1986 (38 de ani)
- Rita Gam 1927–2016
- Aimee Garcia născută la 28 noiembrie 1978 (46 de ani)
- Ava Gardner 1922-1990
- Virginia Gardner născută la 18 aprilie 1995 (29 de ani)
- Beverly Garland 1926–2008
- Judy Garland 1922–1969
- Jennifer Garner născută la 17 aprilie 1972 (52 de ani)
- Julia Garner născută la 1 februarie 1994 (31 de ani)
- Kelli Garner născută la 11 aprilie 1984 (40 de ani)
- Peggy Ann Garner 1932–1984
- Janeane Garofalo născută la 28 septembrie 1964 (60 de ani)
- Teri Garr 1944–2024
- Betty Garrett 1919–2011
- Greer Garson 1904–1996 (născută britanică)
- Jennie Garth născută la 3 aprilie 1972 (52 de ani)
- Ana Gasteyer născută la 4 mai 1967 (57 de ani)
- Janina Gavankar născută la 29 noiembrie 1980 (44 de ani)
- Erica Gavin născută la 22 iulie 1947 (77 de ani)
- Rebecca Gayheart născută la 12 august 1971 (53 de ani)
- Sami Gayle născută la 22 ianuarie 1996 (29 de ani)
- Janet Gaynor 1906–1984
- Mitzi Gaynor născută la 4 septembrie 1931 (93 de ani)
- Barbara Bel Geddes 1922–2005
- Sarah Michelle Gellar născută la 14 aprilie 1977 (47 de ani)
- Gladys George 1904–1954
- Lynda Day George născută la 11 decembrie 1944 (80 de ani)
- Melissa George născută la 6 august 1976 (48 de ani)
- Lauren German născută la 29 noiembrie 1978 (46 de ani)
- Gina Gershon născută la 10 iunie 1962 (62 de ani)
- Jami Gertz născută la 28 octombrie 1965 (59 de ani)
- Greta Gerwig născută la 4 august 1983 (41 de ani)
- Estelle Getty 1923–2008
- Cynthia Gibb născută la 14 decembrie 1963 (61 de ani)
- Marla Gibbs născută la 14 iunie 1931 (93 de ani)
- Debbie Gibson născută la 31 august 1970 (54 de ani)
- Kelli Giddish născută la 13 aprilie 1980 (44 de ani)
- Melissa Gilbert născută la 8 mai 1964 (60 de ani)
- Sara Gilbert născută la 29 ianuarie 1975 (50 de ani)
- Sandra Giles 1932–2016
- Elizabeth Gillies născută la 26 iulie 1993 (31 de ani)
- Ann Gillis 1923–2018
- Alexie Gilmore născută la 1 ianuarie 1976 (49 de ani)
- Peri Gilpin născută la 27 mai 1961 (63 de ani)
- Annabeth Gish născută la 13 martie 1971 (54 de ani)
- Dorothy Gish 1898–1968
- Lillian Gish 1893–1993
- Robin Givens născută la 27 noiembrie 1964 (60 de ani)
- Summer Glau născută la 24 iulie 1981 (43 de ani)
- Lola Glaudini născută la 24 noiembrie 1971 (53 de ani)
- Ilana Glazer născută la 12 aprilie 1987 (37 de ani)
- Carlin Glynn născută la 19 februarie 1940 (85 de ani)
- Paulette Goddard 1910–1990
- Angela Goethals născută la 20 mai 1977 (47 de ani)
- Tracey Gold născută la 16 mai 1969 (55 de ani)
- Whoopi Goldberg născută la 13 noiembrie 1955 (69 de ani)
- Gage Golightly născută la 5 septembrie 1993 (31 de ani)
- Arlene Golonka 1936–2021
- Minna Gombell 1892–1973
- Selena Gomez născută la 22 iulie 1992 (32 de ani)
- Meagan Good născută la 8 august 1981 (43 de ani)
- Ginnifer Goodwin născută la 22 mai 1978 (46 de ani)
- Lecy Goranson născută la 22 iunie 1974 (50 de ani)
- Ruth Gordon 1896–1985
- YaYa Gosselin născută la 26 ianuarie 2009 (16 ani)
- Alice Ghostley 1923–2007
- Betty Grable 1916–1973
- Maggie Grace născută la 21 septembrie 1983 (41 de ani)
- Heather Graham născută la 29 ianuarie 1970 (55 de ani)
- Katerina Graham născută la 5 septembrie 1989 (35 de ani) (născută elvețiană)
- Lauren Graham născută la 16 martie 1967 (58 de ani)
- Gloria Grahame 1923–1981
- Greer Grammer născută la 15 februarie 1992 (33 de ani)
- Ariana Grande născută la 26 iunie 1993 (31 de ani)
- Beth Grant născută la 18 septembrie 1949 (75 de ani)
- Brea Grant născută la 16 octombrie 1981 (43 de ani)
- Lee Grant născută la 31 octombrie 1926 (98 de ani)
- Bonita Granville 1923–1988
- Karen Grassle născută la 25 februarie 1942 (83 de ani)
- Erin Gray născută la 7 ianuarie 1950 (75 de ani)
- Linda Gray născută la 12 septembrie 1940 (84 de ani)
- Ari Graynor născută la 27 aprilie 1983 (41 de ani)
- Kathryn Grayson 1922–2010
- Alice Greczyn născută la 6 februarie 1986 (39 de ani)
- Virginia Gregg 1916-1986
- Kerri Green născută la 14 ianuarie 1967 (58 de ani)
- Ashley Greene născută la 21 februarie 1987 (38 de ani)
- Charlotte Greenwood 1890–1977
- Judy Greer născută la 20 iulie 1975 (49 de ani)
- Kim Greist născută la 12 mai 1958 (66 de ani)
- Jennifer Grey născută la 26 martie 1960 (64 de ani)
- Virginia Grey 1917–2004
- Pam Grier născută la 26 mai 1949 (75 de ani)
- Corinne Griffith 1894–1979
- Melanie Griffith născută la 9 august 1957 (67 de ani)
- Tracy Griffith născută la 19 octombrie 1965 (59 de ani)
- Leslie Grossman născută la 25 octombrie 1971 (53 de ani)
- Fiona Gubelmann născută la 30 martie 1980 (44 de ani)
- Carla Gugino născută la 29 august 1971 (53 de ani)
- Ann Morgan Guilbert 1928–2016
- Grace Gummer născută la 9 mai 1986 (38 de ani)
- Mamie Gummer născută la 3 august 1983 (41 de ani)
- Anna Gunn născută la 11 august 1968 (56 de ani)
- Danai Gurira născută la 14 februarie 1978 (47 de ani)
- Jasmine Guy născută la 10 martie 1962 (63 de ani)
- Maggie Gyllenhaal născută la 16 noiembrie 1977 (47 de ani)

## H
- Olivia Hack născută la 16 iunie 1983 (41 de ani)
- Shelley Hack născută la 6 iulie 1947 (77 de ani)
- Joan Hackett 1934–1983
- Martha Hackett născută la 21 februarie 1961 (64 de ani)
- Tiffany Haddish născută la 3 decembrie 1979 (45 de ani)
- Julie Anne Haddock născută la 3 aprilie 1965 (59 de ani)
- Sara Haden 1899–1981
- Marianne Hagan născută la 8 decembrie 1966 (58 de ani)
- Molly Hagan născută la 3 august 1961 (63 de ani)
- Jean Hagen 1923–1977
- Uta Hagen 1919–2004 (născută în Germania)
- Julie Hagerty născută la 15 iunie 1955 (69 de ani)
- Meredith Hagner născută la 31 mai 1987 (37 de ani)
- Kathryn Hahn născută la 23 iulie 1973 (51 de ani)
- Nikki Hahn născută la 13 noiembrie 2002 (22 de ani)
- Stacy Haiduk născută la 28 aprilie 1968 (56 de ani)
- Leisha Hailey născută la 11 iulie 1971 (53 de ani) (născută în Japonia)
- Barbara Hale 1922–2017
- Jennifer Hale născută la 1 ianuarie 1972 (53 de ani) (născută canadiană)
- Lucy Hale născută la 14 iunie 1989 (35 de ani)
- Alaina Reed Hall 1946–2009
- Grayson Hall 1922–1985
- Irma P. Hall născută la 3 iunie 1935 (89 de ani)
- Rebecca Hall născută la 3 mai 1982 (42 de ani)
- Regina Hall născută la 12 decembrie 1970 (54 de ani)
- Florence Halop 1923–1986
- Daria Halprin născută la 30 decembrie 1948 (76 de ani)
- Courtney Halverson născută la 14 iunie 1989 (35 de ani)
- Veronica Hamel născută la 20 noiembrie 1943 (81 de ani)
- Kim Hamilton 1932–2013
- Linda Hamilton născută la 26 septembrie 1956 (68 de ani)
- LisaGay Hamilton născută la 25 martie 1964 (61 de ani)
- Lois Hamilton 1943–1999
- Margaret Hamilton 1902–1985
- Melinda Page Hamilton născută la 22 august 1974 (50 de ani)
- Barbara Hancock născută la 21 noiembrie 1949 (75 de ani)
- Chelsea Handler născută la 25 februarie 1975 (50 de ani)
- Daryl Hannah născută la 3 decembrie 1960 (64 de ani)
- Anne Haney 1934–2001
- Alyson Hannigan născută la 24 martie 1974 (51 de ani)
- Sammi Hanratty născută la 20 septembrie 1995 (29 de ani)
- Marcia Gay Harden născută la 14 august 1959 (65 de ani)
- Melora Hardin născută la 29 iunie 1967 (57 de ani)
- Ann Harding 1902–1981
- Mariska Hargitay născută la 23 ianuarie 1964 (61 de ani)
- Jean Harlow 1911–1937
- Angie Harmon născută la 10 august 1972 (52 de ani)
- Joy Harmon născută la 1 mai 1940 (84 de ani)
- Marie Harmon 1923–2021
- Elisabeth Harnois născută la 26 mai 1979 (45 de ani)
- Jessica Harper născută la 10 octombrie 1949 (75 de ani)
- Tanisha Harper născută la 18 septembrie 1985 (39 de ani)
- Tess Harper născută la 15 august 1950 (74 de ani)
- Valerie Harper 1939–2019
- Laura Harring 1964 (născută mexicancă)
- Barbara Harris 1935–2018
- Cynthia Harris 1934–2021
- Danielle Harris născută la 1 iunie 1977 (47 de ani)
- Danneel Harris născută la 18 martie 1979 (46 de ani)
- Estelle Harris 1928–2022
- Harriet Sansom Harris născută la 8 ianuarie 1955 (70 de ani)
- Julie Harris 1925–2013
- Mel Harris născută la 12 iulie 1956 (68 de ani)
- Rachael Harris născută la 12 ianuarie 1968 (57 de ani)
- Jenilee Harrison născută la 12 iunie 1958 (66 de ani)
- Linda Harrison născută la 26 iulie 1945 (79 de ani)
- Kathryn Harrold născută la 2 august 1950 (74 de ani)
- Deborah Harry născută la 1 iulie 1945 (79 de ani)
- Margo Harshman născută la 4 martie 1986 (39 de ani)
- Dolores Hart născută la 20 octombrie 1938 (86 de ani)
- Melissa Joan Hart născută la 18 aprilie 1976 (48 de ani)
- Mariette Hartley născută la 21 iunie 1940 (84 de ani)
- Elizabeth Hartman 1943–1987
- Lisa Hartman Black născută la 1 iunie 1956 (68 de ani)
- Teri Hatcher născută la 8 decembrie 1964 (60 de ani)
- Anne Hathaway născută la 12 noiembrie 1982 (42 de ani)
- Marcia Haufrecht născută la 3 ianuarie 1937 (88 de ani)
- Aaliyah Haughton 1979–2001
- Wanda Hawley 1895–1963
- Kali Hawk născută la 4 octombrie 1986 (38 de ani)
- Goldie Hawn născută la 21 noiembrie 1945 (79 de ani)
- Salma Hayek născută la 2 septembrie 1966 (58 de ani) (născută mexicancă)
- Allison Hayes 1930–1977
- Helen Hayes 1900–1993
- Susan Hayward 1917–1975
- Rita Hayworth 1918–1987
- Glenne Headly 1955–2017
- Shari Headley născută la 15 iulie 1964 (60 de ani)
- Amber Heard născută la 22 aprilie 1986 (38 de ani)
- Patricia Heaton născută la 4 martie 1958 (67 de ani)
- Anne Heche 1969–2022
- Jessica Hecht născută la 28 iunie 1965 (59 de ani)
- Eileen Heckart 1919–2001
- Tippi Hedren născută la 19 ianuarie 1930 (95 de ani)
- Katherine Heigl născută la 24 noiembrie 1978 (46 de ani)
- Jayne Heitmeyer născută la 30 octombrie 1960 (64 de ani) (născută în Canada)
- Marg Helgenberger născută la 16 noiembrie 1958 (66 de ani)
- Katherine Helmond 1929–2019
- Mariel Hemingway născută la 22 noiembrie 1961 (63 de ani)
- Zulay Henao născută la 29 mai 1979 (45 de ani) (născută în Columbia)
- Florence Henderson 1934–2016
- Lauri Hendler născută la 22 aprilie 1965 (59 de ani)
- Christina Hendricks născută la 3 mai 1975 (49 de ani)
- Elaine Hendrix născută la 28 decembrie 1970 (54 de ani)
- Marilu Henner născută la 6 aprilie 1952 (72 de ani)
- Shelley Hennig născută la 2 ianuarie 1987 (38 de ani)
- Linda Kaye Henning născută la 16 septembrie 1944 (80 de ani)
- Pamela Hensley născută la 3 octombrie 1950 (74 de ani)
- Taraji P. Henson născută la 11 septembrie 1970 (54 de ani)
- Natasha Henstridge născută la 15 august 1974 (50 de ani) (Canada)
- Katharine Hepburn 1907–2003
- Rebecca Herbst născută la 12 mai 1977 (47 de ani)
- Barbara Hershey născută la 5 februarie 1948 (77 de ani)
- Lori Heuring născută la 6 aprilie 1973 (51 de ani)
- Jennifer Love Hewitt născută la 21 februarie 1979 (46 de ani)
- Catherine Hicks născută la 6 august 1951 (73 de ani)
- Monique Hicks născută la 11 decembrie 1967 (57 de ani)
- Brianna Hildebrand născută la 14 august 1996 (28 de ani)
- Marianna Hill născută la 9 februarie 1942 (83 de ani) sau 1941
- Paris Hilton născută la 17 februarie 1981 (44 de ani)
- Nichole Hiltz născută la 3 septembrie 1978 (46 de ani)
- Cheryl Hines născută la 21 septembrie 1965 (59 de ani)
- Connie Hines 1931–2009
- Marin Hinkle născută la 23 martie 1966 (59 de ani) (născută în Tanzania)
- Ashley Hinshaw născută la 11 decembrie 1988 (36 de ani)
- Judith Hoag născută la 28 iunie 1969 (55 de ani)
- Mitzi Hoag 1932–2019
- Gaby Hoffmann născută la 8 ianuarie 1982 (43 de ani)
- Brooke Hogan născută la 5 mai 1988 (36 de ani)
- Alexandra Holden născută la 30 aprilie 1977 (47 de ani)
- Laurie Holden născută la 17 decembrie 1969 (55 de ani)
- Willa Holland născută la 18 iunie 1991 (33 de ani)
- Judy Holliday 1921–1965
- Polly Holliday născută la 2 iulie 1937 (87 de ani)
- Laurel Holloman născută la 23 mai 1968 (56 de ani) sau 1971
- Lauren Holly născută la 28 octombrie 1963 (61 de ani)
- Celeste Holm 1917–2012
- Katie Holmes născută la 18 decembrie 1978 (46 de ani)
- Darla Hood 1931–1979
- Charlene Holt 1928–1996
- Miriam Hopkins 1902–1972
- Hedda Hopper 1885–1966
- Cody Horn născută la 12 iunie 1988 (36 de ani)
- Lena Horne 1917–2010
- Julianne Hough născută la 20 iulie 1988 (36 de ani)
- Whitney Houston 1963–2012
- Bryce Dallas Howard născută la 2 martie 1981 (44 de ani)
- Traylor Howard născută la 14 iunie 1966 (58 de ani)
- Beth Howland 1939–2015
- Kelly Hu născută la 13 februarie 1968 (57 de ani)
- Season Hubley născută la 14 martie 1951 (74 de ani)
- Vanessa Hudgens născută la 14 decembrie 1988 (36 de ani)
- Jennifer Hudson născută la 12 septembrie 1981 (43 de ani)
- Haley Hudson născută la 14 iunie 1986 (38 de ani)
- Kate Hudson născută la 19 aprilie 1979 (45 de ani)
- Rochelle Hudson 1916–1972
- Felicity Huffman născută la 9 decembrie 1962 (62 de ani)
- Sharon Hugueny 1944–1996
- Josephine Hull 1877–1957
- Gayle Hunnicutt născută la 6 februarie 1943 (82 de ani)
- Bonnie Hunt născută la 22 septembrie 1961 (63 de ani)
- Helen Hunt născută la 15 iunie 1963 (61 de ani)
- Linda Hunt născută la 2 aprilie 1945 (79 de ani)
- Marsha Hunt 1917–2022
- Holly Hunter născută la 20 martie 1958 (67 de ani)
- Kaki Hunter născută la 6 noiembrie 1955 (69 de ani)
- Kim Hunter 1922–2002
- Mary Beth Hurt născută la 26 septembrie 1946 (78 de ani)
- Ruth Hussey 1911–2005
- Anjelica Huston născută la 8 iulie 1951 (73 de ani)
- Gunilla Hutton născută la 14 mai 1944 (80 de ani) (născută suedeză)
- Lauren Hutton născută la 17 noiembrie 1943 (81 de ani)
- Martha Hyer 1924–2014
- Sarah Hyland născută la 24 noiembrie 1990 (34 de ani)
- Joyce Hyser născută la 20 decembrie 1957 (67 de ani)

## I
- Laura Innes născută la 16 august 1957 (67 de ani)
- Jill Ireland 1936-1990 (născută britanică)
- Kathy Ireland născută la 20 martie 1963 (62 de ani)
- Marin Ireland născută la 30 august 1979 (45 de ani)
- Amy Irving născută la 10 septembrie 1953 (71 de ani)
- Judith Ivey născută la 4 septembrie 1951 (73 de ani)

## J
- Janet Jackson născută la 16 mai 1966 (58 de ani)
- Kate Jackson născută la 29 octombrie 1948 (76 de ani)
- Shar Jackson născută la 31 august 1976 (48 de ani)
- Sherry Jackson născută la 15 februarie 1942 (83 de ani)
- Skai Jackson născută la 8 aprilie 2002 (22 de ani)
- Victoria Jackson născută la 2 august 1959 (65 de ani)
- Gillian Jacobs născută la 19 octombrie 1982 (42 de ani)
- Allison Janney născută la 19 noiembrie 1959 (65 de ani)
- Anne Jeffreys 1923–2017
- Claudia Jennings 1949–1979
- Scarlett Johansson născută la 22 noiembrie 1984 (40 de ani)
- Amy Jo Johnson născută la 6 octombrie 1970 (54 de ani)
- Anne-Marie Johnson născută la 18 iulie 1960 (64 de ani)
- Ashley Johnson născută la 9 august 1983 (41 de ani)
- Dakota Johnson născută la 4 octombrie 1989 (35 de ani)
- Kendra C. Johnson născută la 26 decembrie 1976 (48 de ani)
- Kristen Johnston născută la 20 septembrie 1967 (57 de ani)
- Lynn-Holly Johnson născută la 13 decembrie 1958 (66 de ani)
- Rita Johnson 1913–1965
- Sandy Johnson născută la 7 iulie 1954 (70 de ani)
- JoJo născută la 20 decembrie 1990 (34 de ani)
- Angelina Jolie născută la 4 iunie 1975 (49 de ani)
- Anissa Jones 1958–1976
- Carolyn Jones 1930–1983
- Cherry Jones născută la 21 noiembrie 1956 (68 de ani)
- Janet Jones născută la 10 ianuarie 1961 (64 de ani)
- January Jones născută la 5 ianuarie 1978 (47 de ani)
- Jasmine Cephas Jones născută la 21 iulie 1989 (35 de ani)
- Jennifer Jones 1919–2009
- Jill Marie Jones născută la 4 ianuarie 1975 (50 de ani)
- Marcia Mae Jones 1924–2007
- Rashida Jones născută la 25 februarie 1976 (49 de ani)
- Renée Jones născută la 15 octombrie 1958 (66 de ani)
- Shirley Jones născută la 31 martie 1934 (90 de ani)
- Tamala Jones născută la 12 noiembrie 1974 (50 de ani)
- Dorothy Jordan 1906–1988
- Olivia Jordan născută la 28 septembrie 1988 (36 de ani)
- Jackie Joseph născută la 7 noiembrie 1934 (90 de ani) (sau 1933)
- Milla Jovovich născută la 17 decembrie 1975 (49 de ani)
- Leatrice Joy 1893–1985
- Elaine Joyce născută la 19 decembrie 1945 (79 de ani)
- Ella Joyce născută la 12 iunie 1954 (70 de ani)
- Ashley Judd născută la 19 aprilie 1968 (56 de ani)
- Victoria Justice născută la 19 februarie 1993 (32 de ani)

## K
- Jane Kaczmarek născută la 21 decembrie 1955 (69 de ani)
- Madeline Kahn 1942–1999
- Bianca Kajlich născută la 26 martie 1977 (47 de ani)
- Mindy Kaling născută la 24 iunie 1979 (45 de ani)
- Elena Kampouris născută la 16 septembrie 1997 (27 de ani)
- Melina Kanakaredes născută la 23 aprilie 1967 (57 de ani)
- Carol Kane născută la 18 iunie 1952 (72 de ani)
- Chelsea Kane născută la 15 septembrie 1988 (36 de ani)
- Mitzi Kapture născută la 2 mai 1962 (62 de ani)
- Kathryn Kates 1948–2022
- Julie Kavner născută la 7 septembrie 1950 (74 de ani)
- Lainie Kazan născută la 15 mai 1940 (84 de ani)
- Jane Kean 1923–2013
- Staci Keanan născută la 6 iunie 1975 (49 de ani)
- Diane Keaton născută la 5 ianuarie 1946 (79 de ani)
- Arielle Kebbel născută la 19 februarie 1985 (40 de ani)
- Monica Keena născută la 28 mai 1979 (45 de ani)
- Catherine Keener născută la 23 martie 1959 (66 de ani)
- Sally Kellerman 1937–2022
- Sheila Kelley născută la 9 octombrie 1961 (63 de ani) sau 1963, 1964, 1966
- Catherine Kellner născută la 2 octombrie 1970 (54 de ani)
- Grace Kelly 1929–1982
- Jean Louisa Kelly născută la 9 martie 1972 (53 de ani)
- Lisa Robin Kelly 1970–2013
- Minka Kelly născută la 24 iunie 1980 (44 de ani)
- Moira Kelly născută la 6 martie 1968 (57 de ani)
- Nancy Kelly 1921–1995
- Patsy Kelly 1910–1981
- Paula Kelly 1943–2020
- Anna Kendrick născută la 9 august 1985 (39 de ani)
- Barbara Kent 1907–2011
- Riley Keough născută la 29 mai 1989 (35 de ani)
- Joanna Kerns născută la 12 februarie 1953 (72 de ani)
- Sandra Kerns născută la 20 iulie 1949 (75 de ani)
- Alicia Keys născută la 25 ianuarie 1981 (44 de ani)
- Margot Kidder 1948–2018
- Nicole Kidman născută la 20 iunie 1967 (57 de ani)
- Laura Kightlinger născută la 13 iunie 1964 (60 de ani) sau 1969
- Adrienne King născută la 21 iulie 1955 (69 de ani) sau 1960
- Aja Naomi King născută la 11 ianuarie 1985 (40 de ani) sau 1960
- Jaime King născută la 23 aprilie 1979 (45 de ani)
- Joey King născută la 30 iulie 1999 (25 de ani)
- Kent King născută la 5 august 1974 (50 de ani)
- Regina King născută la 15 ianuarie 1971 (54 de ani)
- Phyllis Kirk 1927–2006
- Jemima Kirke născută la 26 aprilie 1985 (39 de ani) (născută englezoaică)
- Lola Kirke născută la 27 septembrie 1990 (34 de ani) (născută englezoaică)
- Sally Kirkland născută la 31 octombrie 1941 (83 de ani)
- Tawny Kitaen 1961–2021
- Eartha Kitt 1927–2008
- Hayley Kiyoko născută la 3 aprilie 1991 (33 de ani)
- Alexis Knapp născută la 31 iulie 1989 (35 de ani)
- Karen Kopins născută la 10 octombrie 1961 (63 de ani)
- Gladys Knight născută la 28 mai 1944 (80 de ani)
- Shirley Knight 1936–2020
- Keisha Knight-Pulliam născută la 9 aprilie 1979 (45 de ani)
- Beyoncé Knowles născută la 4 septembrie 1981 (43 de ani)
- Solange Knowles născută la 24 iunie 1975 (49 de ani)
- Susan Kohner născută la 11 noiembrie 1936 (88 de ani)
- Karen Kopins născută la 10 octombrie 1961 (63 de ani)
- Liza Koshy născută la 31 martie 1996 (28 de ani)
- Nancy Kovack născută la 11 martie 1935 (90 de ani)
- Linda Kozlowski născută la 7 ianuarie 1958 (67 de ani)
- Jane Krakowski născută la 11 octombrie 1968 (56 de ani)
- Clare Kramer născută la 3 septembrie 1974 (50 de ani)
- Louisa Krause născută la 20 mai 1986 (38 de ani)
- Zoë Kravitz născută la 1 decembrie 1988 (36 de ani)
- Lisa Kudrow născută la 30 iulie 1963 (61 de ani)
- Mila Kunis născută la 14 august 1983 (41 de ani)
- Swoosie Kurtz născută la 6 septembrie 1944 (80 de ani)
- Nancy Kwan născută la 19 mai 1939 (85 de ani) (născută în Hong Kong)

## L
- Eva LaRue născută la 27 decembrie 1966 (58 de ani)
- Vanessa Lachey născută la 9 noiembrie 1980 (44 de ani)
- Cheryl Ladd născută la 12 iulie 1951 (73 de ani)
- Diane Ladd născută la 29 noiembrie 1935 (89 de ani)
- Christine Lahti născută la 4 aprilie 1950 (74 de ani)
- Sanoe Lake născută la 19 mai 1982 (42 de ani) sau 1979
- Ricki Lake născută la 21 septembrie 1968 (56 de ani)
- Veronica Lake 1922–1973
- Christine Lakin născută la 25 ianuarie 1979 (46 de ani)
- Hedy Lamarr 1914–2000 (născută în Austria)
- Dorothy Lamour 1914–1996
- Sarah Lancaster născută la 12 februarie 1980 (45 de ani)
- Juliet Landau născută la 30 martie 1965 (59 de ani)
- Amy Landecker născută la 30 septembrie 1969 (55 de ani)
- Ricki Noel Lander născută la 14 decembrie 1979 (45 de ani)
- Audrey Landers născută la 18 iulie 1956 (68 de ani)
- Judy Landers născută la 7 octombrie 1958 (66 de ani)
- Carole Landis 1919–1948
- June Lang 1917–2005
- Diane Lane născută la 22 ianuarie 1965 (60 de ani)
- Priscilla Lane 1915–1995
- Sasha Lane născută la 29 septembrie 1995 (29 de ani)
- Hope Lange 1933–2003
- Jessica Lange născută la 20 aprilie 1949 (75 de ani)
- Heather Langenkamp născută la 17 iulie 1964 (60 de ani)
- A. J. Langer născută la 22 mai 1974 (50 de ani)
- Brooke Langton născută la 27 noiembrie 1970 (54 de ani)
- Angela Lansbury 1925–2022 (născută britanică)
- Joi Lansing 1929–1972
- Liza Lapira născută la 3 decembrie 1981 (43 de ani)
- Brie Larson născută la 1 octombrie 1989 (35 de ani)
- Ali Larter născută la 28 februarie 1976 (49 de ani)
- Louise Lasser născută la 11 aprilie 1939 (85 de ani)
- Louise Latham 1922–2018
- Sanaa Lathan născută la 19 septembrie 1971 (53 de ani)
- Queen Latifah născută la 18 martie 1970 (55 de ani)
- Ashley Laurence născută la 28 mai 1966 (58 de ani)
- Oona Laurence născută la 1 august 2002 (22 de ani)
- Piper Laurie 1932–2023
- Linda Lavin născută la 15 octombrie 1937 (87 de ani)
- Barbara Lawrence 1930–2013
- Jennifer Lawrence născută la 15 august 1990 (34 de ani)
- Vicki Lawrence născută la 26 martie 1949 (75 de ani)
- Bianca Lawson născută la 20 martie 1979 (46 de ani)
- Jayme Lawson născută la 19 septembrie 1997 (27 de ani)
- Maggie Lawson născută la 12 august 1980 (44 de ani)
- Nicole Leach născută la 10 mai 1979 (45 de ani)
- Cloris Leachman 1926–2021
- Sharon Leal născută la 17 octombrie 1972 (52 de ani)
- Michael Learned născută la 9 aprilie 1939 (85 de ani)
- Kelly Le Brock născută la 24 martie 1960 (65 de ani)
- Gwen Lee 1904–1961
- Gypsy Rose Lee 1911–1970
- Michele Lee născută la 24 iunie 1942 (82 de ani)
- Peggy Lee 1920–2002
- Robinne Lee născută la 16 iulie 1974 (50 de ani)
- Sheryl Lee născută la 22 aprilie 1967 (57 de ani)
- Cassandra Lee Morris născută la 19 aprilie 1982 (42 de ani)
- Andrea Leeds 1914–1984
- Erica Leerhsen născută la 14 februarie 1976 (49 de ani)
- Hudson Leick născută la 9 mai 1969 (55 de ani)
- Cherami Leigh născută la 19 iulie 1988 (36 de ani)
- Chyler Leigh născută la 10 aprilie 1982 (42 de ani)
- Janet Leigh 1927–2004
- Katie Leigh născută la 16 decembrie 1958 (66 de ani)
- Jennifer Jason Leigh născută la 5 februarie 1962 (63 de ani)
- Kasi Lemmons născută la 24 februarie 1961 (64 de ani)
- Bethany Joy Lenz născută la 2 aprilie 1981 (43 de ani)
- Kay Lenz născută la 4 martie 1953 (72 de ani)
- Melissa Leo născută la 14 septembrie 1960 (64 de ani)
- Téa Leoni născută la 25 februarie 1966 (59 de ani)
- Joan Leslie 1925–2015
- Margarita Levieva născută la 9 februarie 1980 (45 de ani) (născută în Russia)
- Jenifer Lewis născută la 25 ianuarie 1957 (68 de ani)
- Juliette Lewis născută la 21 iunie 1973 (51 de ani)
- Vicki Lewis născută la 17 martie 1960 (65 de ani)
- Liana Liberato născută la 20 august 1995 (29 de ani)
- Jennifer Lien născută la 24 august 1974 (50 de ani)
- Judith Light născută la 9 februarie 1949 (76 de ani)
- Morgan Lily născută la 11 aprilie 2000 (24 de ani)
- Sophia Lillis născută la 13 februarie 2002 (23 de ani)
- Abbey Lincoln 1930–2010
- Riki Lindhome născută la 5 martie 1979 (46 de ani)
- Margaret Lindsay 1910–1981
- Bai Ling născută la 10 octombrie 1966 (58 de ani) (născută chinezoaică)
- Laura Linney născută la 5 februarie 1964 (61 de ani)
- Peggy Lipton 1946–2019
- Peyton List născută la 8 august 1986 (38 de ani)
- Peyton List născută la 6 aprilie 1998 (26 de ani)
- Zoe Lister-Jones născută la 1 septembrie 1982 (42 de ani)
- Lucy Liu născută la 2 decembrie 1968 (56 de ani)
- Blake Lively născută la 25 august 1987 (37 de ani)
- Sabrina Lloyd născută la 20 noiembrie 1970 (54 de ani)
- Amy Locane născută la 19 decembrie 1971 (53 de ani)
- Sondra Locke 1944–2018
- Tammy Locke născută la 19 septembrie 1959 (65 de ani)
- Tembi Locke născută la 26 iulie 1970 (54 de ani)
- Anne Lockhart născută la 6 septembrie 1953 (71 de ani)
- June Lockhart născută la 25 iunie 1925 (99 de ani)
- Heather Locklear născută la 25 septembrie 1961 (63 de ani)
- Lindsay Lohan născută la 2 iulie 1986 (38 de ani)
- Alison Lohman născută la 18 septembrie 1979 (45 de ani)
- Kristanna Loken născută la 8 octombrie 1979 (45 de ani)
- Carole Lombard 1908–1942
- Karina Lombard născută la 21 ianuarie 1969 (56 de ani)
- Julie London 1926–2000
- Lauren London născută la 5 decembrie 1984 (40 de ani)
- Nia Long născută la 30 octombrie 1970 (54 de ani)
- Shelley Long născută la 23 august 1949 (75 de ani)
- Eva Longoria născută la 15 martie 1975 (50 de ani)
- Jennifer Lopez născută la 24 iulie 1969 (55 de ani)
- Traci Lords născută la 7 mai 1968 (56 de ani)
- Josie Loren născută la 19 martie 1987 (38 de ani)
- Joan Lorring 1926–2014
- Caity Lotz născută la 30 decembrie 1986 (38 de ani)
- Lori Loughlin născută la 28 iulie 1964 (60 de ani)
- Julia Louis-Dreyfus născută la 13 ianuarie 1961 (64 de ani)
- Anita Louise 1915–1970
- Tina Louise născută la 11 februarie 1934 (91 de ani)
- Billie Lourd născută la 17 iulie 1992 (32 de ani)
- Bessie Love 1898–1986
- Courtney Love născută la 9 iulie 1964 (60 de ani)
- Carey Lowell născută la 11 februarie 1961 (64 de ani)
- Myrna Loy 1905–1993
- Olivia Luccardi născută la 17 mai 1989 (35 de ani)
- Shannon Lucio născută la 25 iunie 1980 (44 de ani)
- Lorna Luft născută la 21 noiembrie 1952 (72 de ani)
- Deanna Lund 1937–2018
- Jamie Luner născută la 12 mai 1971 (53 de ani)
- Ida Lupino 1918–1995 (născută englezoaică)
- Patti LuPone născută la 21 aprilie 1949 (75 de ani)
- Masiela Lusha născută la 23 octombrie 1985 (39 de ani) (născută albaneză)
- Dorothy Lyman născută la 18 aprilie 1947 (77 de ani)
- Jane Lynch născută la 14 iulie 1960 (64 de ani)
- Kelly Lynch născută la 31 ianuarie 1959 (66 de ani)
- Carol Lynley 1942–2019
- Meredith Scott Lynn născută la 8 martie 1970 (55 de ani)
- Sue Lyon 1946–2019
- Natasha Lyonne născută la 4 aprilie 1979 (45 de ani)

## M
- Jes Macallan născută la 9 august 1982 (42 de ani)
- June MacCloy 1909–2005
- Andie MacDowell născută la 21 aprilie 1958 (66 de ani)
- Ali MacGraw născută la 1 aprilie 1939 (85 de ani)
- Justina Machado născută la 6 septembrie 1972 (52 de ani)
- Allison Mack July 29, 1982 (născută în Germania)
- Dorothy Mackaill 1903–1990
- Joyce MacKenzie 1925–2021
- Shirley MacLaine născută la 24 aprilie 1934 (90 de ani)
- Aline MacMahon 1899–1991
- Meredith MacRae 1944–2000
- Amy Madigan născută la 11 septembrie 1950 (74 de ani)
- Bailee Madison născută la 15 octombrie 1999 (25 de ani)
- Madonna născută la 16 august 1958 (66 de ani)
- Virginia Madsen născută la 11 septembrie 1961 (63 de ani)
- Marjorie Main 1890–1975
- Tina Majorino născută la 7 februarie 1985 (40 de ani)
- Wendy Makkena născută la 4 octombrie 1958 (66 de ani)
- Wendie Malick născută la 13 decembrie 1950 (74 de ani)
- Dorothy Malone 1925–2018
- Jena Malone născută la 21 noiembrie 1984 (40 de ani)
- Camryn Manheim născută la 8 martie 1961 (64 de ani)
- Leslie Mann născută la 26 martie 1972 (52 de ani)
- Taryn Manning născută la 6 noiembrie 1978 (46 de ani)
- Dinah Manoff născută la 25 ianuarie 1958 (67 de ani)
- Jayne Mansfield 1933–1967
- Gia Mantegna născută la 17 aprilie 1990 (34 de ani)
- Linda Manz 1961–2020
- Adele Mara 1923–2010
- Kate Mara născută la 27 februarie 1983 (42 de ani)
- Rooney Mara născută la 17 aprilie 1985 (39 de ani)
- Laura Marano născută la 29 noiembrie 1995 (29 de ani)
- Vanessa Marano născută la 31 octombrie 1992 (32 de ani)
- Jamie Marchi născută la 8 octombrie 1977 (47 de ani)
- Vanessa Marcil născută la 15 octombrie 1968 (56 de ani)
- Janet Margolin 1943–1993
- Ann-Margret născută la 28 aprilie 1941 (83 de ani)
- Julianna Margulies născută la 8 iunie 1966 (58 de ani)
- Constance Marie născută la 9 septembrie 1965 (59 de ani)
- Rose Marie 1923–2017
- Jodie Markell născută la 13 aprilie 1959 (65 de ani)
- Meghan Markle născută la 4 august 1981 (43 de ani)
- Brit Marling născută la 7 august 1982 (42 de ani) sau 1983
- Paula Marshall născută la 12 iunie 1964 (60 de ani)
- Penny Marshall 1943–2018
- Andrea Martin născută la 15 ianuarie 1947 (78 de ani)
- Kellie Martin născută la 16 octombrie 1975 (49 de ani)
- Mary Martin 1913–1990
- Meaghan Jette Martin născută la 17 februarie 1992 (33 de ani)
- Pamela Sue Martin născută la 5 ianuarie 1953 (72 de ani)
- Margo Martindale născută la 18 iulie 1951 (73 de ani)
- Natalie Martinez născută la 12 iulie 1984 (40 de ani)
- Marsha Mason născută la 3 aprilie 1942 (82 de ani)
- Chase Masterson născută la 26 februarie 1963 (62 de ani)
- Mary Stuart Masterson născută la 28 iunie 1966 (58 de ani)
- Mary Elizabeth Mastrantonio născută la 17 noiembrie 1958 (66 de ani)
- Samantha Mathis născută la 12 mai 1970 (54 de ani)
- Marlee Matlin născută la 24 august 1965 (59 de ani)
- Marilyn Maxwell 1921–1972
- Elaine May născută la 21 aprilie 1932 (92 de ani)
- Virginia Mayo 1920–2005
- Melanie Mayron născută la 20 octombrie 1952 (72 de ani)
- Jayma Mays născută la 16 iulie 1979 (45 de ani)
- Tristin Mays născută la 10 iunie 1990 (34 de ani)
- Debi Mazar născută la 13 august 1964 (60 de ani)
- Heather Mazur născută la 17 iunie 1976 (48 de ani)
- Monet Mazur născută la 17 aprilie 1976 (48 de ani)
- May McAvoy 1899–1984
- Diane McBain 1941–2022
- Mitzi McCall 1930–2024
- Irish McCalla 1928–2002
- Mercedes McCambridge 1916–2004
- Christine Elise McCarthy născută la 12 februarie 1965 (60 de ani)
- Jenny McCarthy născută la 1 noiembrie 1972 (52 de ani)
- Melissa McCarthy născută la 26 august 1970 (54 de ani)
- Cady McClain născută la 13 octombrie 1969 (55 de ani)
- China Anne McClain născută la 25 august 1998 (26 de ani)
- Sierra McClain născută la 16 martie 1994 (31 de ani)
- Rue McClanahan 1934–2010
- Edie McClurg născută la 23 iulie 1951 (73 de ani)
- AnnaLynne McCord născută la 16 iulie 1987 (37 de ani)
- Mary McCormack născută la 8 februarie 1969 (56 de ani)
- Patty McCormack născută la 21 august 1945 (79 de ani)
- Maureen McCormick născută la 5 august 1956 (68 de ani)
- Sierra McCormick născută la 28 octombrie 1997 (27 de ani)
- LisaRaye McCoy născută la 23 septembrie 1967 (57 de ani)
- Kimberly McCullough născută la 5 martie 1978 (47 de ani)
- Jennette McCurdy născută la 26 iunie 1992 (32 de ani)
- Hattie McDaniel 1895–1952
- Heather McDonald născută la 14 iunie 1970 (54 de ani)
- Mary McDonnell născută la 28 aprilie 1952 (72 de ani)
- Frances McDormand născută la 23 iunie 1957 (67 de ani)
- Reba McEntire născută la 28 martie 1955 (69 de ani)
- Gates McFadden născută la 2 martie 1949 (76 de ani)
- Hayley McFarland născută la 29 martie 1991 (33 de ani)
- Vonetta McGee 1945–2010
- Kelly McGillis născută la 9 iulie 1957 (67 de ani)
- Elizabeth McGovern născută la 18 iulie 1961 (63 de ani)
- Maureen McGovern născută la 27 iulie 1949 (75 de ani)
- Rose McGowan născută la 5 septembrie 1973 (51 de ani)
- Melinda McGraw născută la 25 octombrie 1963 (61 de ani)
- Dorothy McGuire 1916–2001
- Kathryn McGuire 1903–1978
- Maeve McGuire născută la 24 iulie 1937 (87 de ani)
- Lonette McKee născută la 22 iulie 1954 (70 de ani) sau 1955
- Danica McKellar născută la 3 ianuarie 1975 (50 de ani)
- Nancy McKeon născută la 4 aprilie 1966 (58 de ani)
- Nina Mae McKinney 1912–1967
- Wendi McLendon-Covey născută la 10 octombrie 1969 (55 de ani)
- Katherine McNamara născută la 22 noiembrie 1995 (29 de ani)
- Maggie McNamara 1928–1978
- Kristy McNichol născută la 11 septembrie 1962 (62 de ani)
- Katharine McPhee născută la 25 martie 1984 (41 de ani)
- Butterfly McQueen 1911–1995
- Caroline McWilliams 1945–2010
- Meredith MacRae 1944–2000
- Eve McVeagh 1919–1997
- Emily Meade născută la 10 ianuarie 1989 (36 de ani)
- Anne Meara 1929–2015
- Kay Medford 1914–1980
- Leighton Meester născută la 9 aprilie 1986 (38 de ani)
- Tamara Mello născută la 22 februarie 1976 (49 de ani)
- Eva Mendes născută la 5 martie 1974 (51 de ani)
- Erica Mendez născută la 13 februarie 1988 (37 de ani)
- Bridgit Mendler născută la 18 decembrie 1992 (32 de ani)
- Maria Menounos născută la 8 iunie 1978 (46 de ani)
- Idina Menzel născută la 30 mai 1971 (53 de ani)
- Lee Meriwether născută la 27 mai 1935 (89 de ani)
- Una Merkel 1903–1986
- Ethel Merman 1908–1984
- Theresa Merritt 1922–1998
- Debra Messing născută la 15 august 1968 (56 de ani)
- Dina Meyer născută la 22 decembrie 1968 (56 de ani)
- AJ Michalka născută la 10 aprilie 1991 (33 de ani)
- Aly Michalka născută la 25 martie 1989 (36 de ani)
- Lea Michele născută la 29 august 1986 (38 de ani)
- Bette Midler născută la 1 decembrie 1945 (79 de ani)
- Alyssa Milano născută la 19 decembrie 1972 (52 de ani)
- Sylvia Miles 1924–2019
- Vera Miles născută la 23 august 1929 (95 de ani)
- Christina Milian născută la 26 septembrie 1981 (43 de ani)
- Cristin Milioti născută la 16 august 1985 (39 de ani)
- Penelope Milford născută la 23 martie 1948 (77 de ani)
- Ivana Miličević născută la 26 aprilie 1974 (50 de ani) (născută în Yugoslavia)
- Ann Miller 1923–2004
- Christa Miller născută la 28 mai 1964 (60 de ani)
- Lara Jill Miller născută la 20 aprilie 1967 (57 de ani)
- Penelope Ann Miller născută la 13 ianuarie 1964 (61 de ani)
- Alley Mills născută la 9 mai 1951 (73 de ani)
- Donna Mills născută la 11 decembrie 1940 (84 de ani)
- Yvette Mimieux 1942–2022
- Nicki Minaj născută la 8 decembrie 1982 (42 de ani)
- Rachel Miner născută la 29 iulie 1980 (44 de ani)
- Ming-Na născută la 20 noiembrie 1963 (61 de ani) (născută în Macau)
- Liza Minnelli născută la 12 martie 1946 (79 de ani)
- Kelly Jo Minter născută la 24 septembrie 1966 (58 de ani)
- Beverley Mitchell născută la 22 ianuarie 1981 (44 de ani)
- Elizabeth Mitchell născută la 27 martie 1970 (54 de ani)
- Katy Mixon născută la 30 martie 1981 (43 de ani)
- Mary Ann Mobley 1937–2014
- Katherine Moennig născută la 29 decembrie 1977 (47 de ani)
- Gretchen Mol născută la 8 noiembrie 1972 (52 de ani)
- Taylor Momsen născută la 26 iulie 1993 (31 de ani)
- Michelle Monaghan născută la 23 martie 1976 (49 de ani)
- Isabela Moner născută la 10 iulie 2001 (23 de ani)
- Daniella Monet născută la 1 martie 1989 (36 de ani)
- Mo'Nique născută la 11 decembrie 1967 (57 de ani)
- Maika Monroe născută la 29 mai 1993 (31 de ani)
- Marilyn Monroe 1926–1962
- Meredith Monroe născută la 30 decembrie 1969 (55 de ani) sau 1968
- Elizabeth Montgomery 1933–1995
- Demi Moore născută la 11 noiembrie 1962 (62 de ani)
- Grace Moore 1898–1947
- Joanna Moore 1934–1997
- Juanita Moore 1914–2014
- Julianne Moore născută la 3 decembrie 1960 (64 de ani)
- Kenya Moore născută la 24 ianuarie 1971 (54 de ani)
- Mandy Moore născută la 10 aprilie 1984 (40 de ani)
- Mary Tyler Moore 1936–2017
- Terry Moore născută la 7 ianuarie 1929 (96 de ani)
- Agnes Moorehead 1900–1974
- Natalie Moorhead 1901–1992
- Dolores Moran 1926–1982
- Erin Moran 1960–2017
- Peggy Moran 1918–2002
- Belita Moreno născută la 1 noiembrie 1949 (75 de ani)
- Rita Moreno născută la 11 decembrie 1931 (93 de ani)
- Chloë Grace Moretz născută la 10 februarie 1997 (28 de ani)
- Cathy Moriarty născută la 29 noiembrie 1960 (64 de ani)
- Debbi Morgan născută la 20 septembrie 1956 (68 de ani)
- Haviland Morris născută la 14 septembrie 1959 (65 de ani)
- Kathryn Morris născută la 28 ianuarie 1969 (56 de ani)
- Jennifer Morrison născută la 12 aprilie 1979 (45 de ani)
- Shelley Morrison 1936–2019
- Elisabeth Moss născută la 24 iulie 1982 (42 de ani)
- Tamera Mowry născută la 6 iulie 1978 (46 de ani) (născută în Germania)
- Tia Mowry născută la 6 iulie 1978 (46 de ani) (născută în Germania)
- Bridget Moynahan născută la 28 aprilie 1971 (53 de ani) sau 1970
- Annie Mumolo născută la 10 iulie 1973 (51 de ani)
- Liliana Mumy născută la 16 aprilie 1994 (30 de ani)
- Diana Muldaur născută la 19 august 1938 (86 de ani)
- Kate Mulgrew născută la 29 aprilie 1955 (69 de ani)
- Megan Mullally născută la 12 noiembrie 1958 (66 de ani)
- Olivia Munn născută la 3 iulie 1980 (44 de ani)
- Brittany Murphy 1977–2009
- Edna Murphy 1899-1974
- Donna Murphy născută la 7 martie 1959 (66 de ani)
- Rosemary Murphy 1925–2014
- Jillian Murray născută la 4 iunie 1984 (40 de ani)

## N
- Kathy Najimy născută la 6 februarie 1957 (68 de ani)
- Nita Naldi 1894–1961
- Florence Nash 1888–1950
- Mildred Natwick 1905–1994
- Elise Neal născută la 14 martie 1966 (59 de ani)
- Patricia Neal 1926–2010
- Noel Neill 1920–2016
- Brooklyn Nelson născută la 13 aprilie 2004 (20 de ani)
- Kristin Nelson 1945–2018
- Novella Nelson 1938–2017
- Tracy Nelson născută la 25 octombrie 1963 (61 de ani)
- Lois Nettleton 1927–2008
- Bebe Neuwirth născută la 31 decembrie 1958 (66 de ani)
- Julie Newmar născută la 16 august 1933 (91 de ani)
- Kathryn Newton născută la 8 februarie 1997 (28 de ani)
- Barbara Nichols 1928–1976
- Nichelle Nichols 1932–2022
- Rachel Nichols născută la 8 ianuarie 1980 (45 de ani)
- Julianne Nicholson născută la 1 iulie 1971 (53 de ani)
- Lorraine Nicholson născută la 16 aprilie 1990 (34 de ani)
- Cynthia Nixon născută la 9 aprilie 1966 (58 de ani)
- Stephanie Niznik 1967–2019
- Maidie Norman 1912–1998
- Mabel Normand 1892–1930
- Sheree North 1932–2005
- Brandy Norwood născută la 11 februarie 1979 (46 de ani)
- Kim Novak născută la 13 februarie 1933 (92 de ani)

## O
- Margaret O'Brien născută la 15 ianuarie 1937 (88 de ani)
- Erin O'Brien-Moore 1902–1979
- Renee O'Connor născută la 15 februarie 1971 (54 de ani)
- Rosie O'Donnell născută la 21 martie 1962 (63 de ani)
- Brittany O'Grady născută la 2 iunie 1996 (28 de ani)
- Gail O'Grady născută la 23 ianuarie 1963 (62 de ani)
- Catherine O'Hara născută la 4 martie 1954 (71 de ani)
- Maureen O'Hara 1920–2015 (Irish)
- Jodi Lyn O'Keefe născută la 10 octombrie 1978 (46 de ani)
- Tricia O'Kelley născută la 26 septembrie 1968 (56 de ani)
- Tatum O'Neal născută la 5 noiembrie 1963 (61 de ani)
- Barbara O'Neil 1910–1980
- Jennifer O'Neill născută la 20 februarie 1948 (77 de ani) (născută în Brazilia)
- Ahna O'Reilly născută la 21 septembrie 1984 (40 de ani)
- Maureen O'Sullivan 1911–1998
- Annette O'Toole născută la 1 aprilie 1952 (72 de ani)
- Randi Oakes născută la 19 august 1951 (73 de ani)
- Jacqueline Obradors născută la 6 octombrie 1966 (58 de ani)
- Larisa Oleynik născută la 7 iunie 1981 (43 de ani)
- Susan Oliver 1932–1990
- Ashley Olsen născută la 13 iunie 1986 (38 de ani)
- Elizabeth Olsen născută la 16 februarie 1989 (36 de ani)
- Mary-Kate Olsen născută la 13 iunie 1986 (38 de ani)
- Susan Olsen născută la 14 august 1961 (63 de ani)
- Nancy Olson născută la 14 iulie 1928 (96 de ani)
- Olivia Olson născută la 21 mai 1992 (32 de ani)
- Renee Olstead născută la 18 iunie 1989 (35 de ani)
- Lupe Ontiveros 1942–2012
- Ana Ortiz născută la 25 ianuarie 1971 (54 de ani)
- Emily Osment născută la 10 martie 1992 (33 de ani)
- Beth Ostrosky născută la 15 iulie 1972 (52 de ani)
- Cheri Oteri născută la 19 septembrie 1962 (62 de ani)
- Park Overall născută la 15 martie 1957 (68 de ani)
- Kelly Overton născută la 28 august 1978 (46 de ani)

## P
- Judy Pace născută la 15 iunie 1942 (82 de ani)
- Genevieve Padalecki născută la 8 ianuarie 1981 (44 de ani)
- Anita Page 1910–2008
- Geraldine Page 1924–1987
- Janis Paige 1922–2024
- Brina Palencia născută la 13 februarie 1984 (41 de ani)
- Adrianne Palicki născută la 6 mai 1983 (41 de ani)
- Betsy Palmer 1926–2015
- Keke Palmer născută la 26 august 1993 (31 de ani)
- Gwyneth Paltrow născută la 27 septembrie 1972 (52 de ani)
- Kay Panabaker născută la 2 mai 1990 (34 de ani)
- Danielle Panabaker născută la 19 septembrie 1987 (37 de ani)
- Hayden Panettiere născută la 21 august 1989 (35 de ani)
- Annie Parisse născută la 31 iulie 1975 (49 de ani)
- Grace Park născută la 14 martie 1974 (51 de ani) (Canadian-American)
- Linda Park născută la 9 iulie 1978 (46 de ani)
- Eleanor Parker 1922–2013
- Lara Parker născută la 27 octombrie 1938 (86 de ani) sau 1937
- Mary-Louise Parker născută la 2 august 1964 (60 de ani)
- Nicole Ari Parker născută la 7 octombrie 1970 (54 de ani)
- Sarah Jessica Parker născută la 25 martie 1965 (60 de ani)
- Suzy Parker 1932–2003
- Lana Parrilla născută la 15 iulie 1977 (47 de ani)
- Janel Parrish născută la 30 octombrie 1988 (36 de ani)
- Leslie Parrish născută la 18 martie 1935 (90 de ani)
- Estelle Parsons născută la 20 noiembrie 1927 (97 de ani)
- Karyn Parsons născută la 8 octombrie 1966 (58 de ani)
- Dolly Parton născută la 19 ianuarie 1946 (79 de ani)
- Tonye Patano născută la 16 octombrie 1961 (63 de ani)
- Gail Patrick 1911-1980
- Luana Patten 1938–1996
- Elizabeth Patterson 1874–1966
- Marnette Patterson născută la 26 aprilie 1980 (44 de ani)
- Neva Patterson 1920–2010
- Paula Patton născută la 5 decembrie 1975 (49 de ani)
- Alexandra Paul născută la 29 iulie 1963 (61 de ani)
- Sarah Paulson născută la 17 decembrie 1974 (50 de ani)
- Sara Paxton născută la 25 aprilie 1988 (36 de ani)
- Alice Pearce 1917–1966
- Patricia Pearcy născută la 10 septembrie 1946 (78 de ani)
- Nia Peeples născută la 10 decembrie 1961 (63 de ani)
- Amanda Peet născută la 11 ianuarie 1972 (53 de ani)
- Mary Beth Peil născută la 25 iunie 1940 (84 de ani)
- Elizabeth Peña 1959–2014
- Piper Perabo născută la 31 octombrie 1976 (48 de ani)
- Rosie Perez născută la 6 septembrie 1964 (60 de ani)
- Elizabeth Perkins născută la 18 noiembrie 1960 (64 de ani)
- Millie Perkins născută la 12 mai 1938 (86 de ani)
- Rhea Perlman născută la 31 martie 1948 (76 de ani)
- Pauley Perrette născută la 27 martie 1969 (55 de ani)
- Valerie Perrine născută la 3 septembrie 1943 (81 de ani)
- Barbara Perry 1921–2019
- Donna Pescow născută la 24 martie 1954 (71 de ani)
- Bernadette Peters născută la 28 februarie 1948 (77 de ani)
- Jean Peters 1926–2000
- Susan Peters 1921–1952
- Amanda Peterson 1971–2015
- Cassandra Peterson născută la 17 septembrie 1951 (73 de ani)
- Valarie Pettiford născută la 8 iulie 1960 (64 de ani)
- Madison Pettis născută la 22 iulie 1998 (26 de ani)
- Lori Petty născută la 14 octombrie 1963 (61 de ani)
- Jade Pettyjohn născută la 8 noiembrie 2000 (24 de ani)
- Dedee Pfeiffer născută la 1 ianuarie 1964 (61 de ani)
- Michelle Pfeiffer născută la 29 aprilie 1958 (66 de ani)
- Jo Ann Pflug născută la 2 mai 1940 (84 de ani)
- Mary Philbin 1902–1993
- Busy Philipps născută la 25 iunie 1979 (45 de ani)
- Gina Philips născută la 10 mai 1970 (54 de ani)
- Bijou Phillips născută la 1 aprilie 1980 (44 de ani)
- Mackenzie Phillips născută la 10 noiembrie 1959 (65 de ani)
- Michelle Phillips născută la 4 iunie 1944 (80 de ani)
- Cindy Pickett născută la 18 aprilie 1947 (77 de ani)
- Mary Pickford 1892–1979
- Christina Pickles născută la 17 februarie 1935 (90 de ani)
- Molly Picon 1898–1992
- Julie Piekarski născută la 2 ianuarie 1963 (62 de ani)
- Sasha Pieterse născută la 17 februarie 1996 (29 de ani) (născută sud-africancă)
- Jada Pinkett Smith născută la 18 septembrie 1971 (53 de ani)
- Leah Pipes născută la 12 august 1988 (36 de ani)
- Maria Pitillo născută la 8 ianuarie 1965 (60 de ani) sau 1966
- Zasu Pitts 1894–1963
- Mary Kay Place născută la 23 septembrie 1947 (77 de ani)
- Dana Plato 1964–1999
- Alice Playten 1947–2011
- Aubrey Plaza născută la 26 iunie 1984 (40 de ani)
- Suzanne Pleshette 1937–2008
- Martha Plimpton născută la 16 noiembrie 1970 (54 de ani)
- Eve Plumb născută la 29 aprilie 1958 (66 de ani)
- Amy Poehler născută la 16 septembrie 1971 (53 de ani)
- Priscilla Pointer născută la 18 mai 1924 (100 de ani)
- Sydney Tamiia Poitier născută la 15 noiembrie 1973 (51 de ani)
- Teri Polo născută la 1 iunie 1969 (55 de ani)
- Scarlett Pomers născută la 28 noiembrie 1988 (36 de ani)
- Ellen Pompeo născută la 10 noiembrie 1969 (55 de ani)
- Alisan Porter născută la 20 iunie 1981 (43 de ani)
- Natalie Portman născută la 9 iunie 1981 (43 de ani)
- Parker Posey născută la 8 noiembrie 1968 (56 de ani)
- Laura Post născută la 23 iunie 1983 (41 de ani)
- Markie Post 1950–2021
- Monica Potter născută la 30 iunie 1971 (53 de ani)
- Annie Potts născută la 28 octombrie 1952 (72 de ani)
- CCH Pounder născută la 25 decembrie 1952 (72 de ani) (născută guyaneză)
- Phyllis Povah 1893–1975
- Eleanor Powell 1912–1982
- Jane Powell 1929–2021
- Stefanie Powers născută la 2 noiembrie 1942 (82 de ani)
- Keri Lynn Pratt născută la 23 septembrie 1978 (46 de ani)
- Kyla Pratt născută la 16 septembrie 1986 (38 de ani)
- Laura Prepon născută la 7 martie 1980 (45 de ani)
- Paula Prentiss născută la 4 martie 1938 (87 de ani)
- Jaime Pressly născută la 30 iulie 1977 (47 de ani)
- Carrie Preston născută la 21 iunie 1967 (57 de ani)
- Kelly Preston 1962–2020
- Lindsay Price născută la 6 decembrie 1976 (48 de ani)
- Megyn Price născută la 24 martie 1971 (54 de ani)
- Pat Priest născută la 15 august 1936 (88 de ani)
- Victoria Principal născută la 3 ianuarie 1950 (75 de ani)
- Emily Procter născută la 8 octombrie 1968 (56 de ani)
- Dorothy Provine 1935–2010
- Florence Pugh născută la 3 ianuarie 1996 (29 de ani)
- Linda Purl născută la 2 septembrie 1955 (69 de ani)
- Missi Pyle născută la 16 noiembrie 1972 (52 de ani)

## Q
- Maggie Q născută la 22 mai 1979 (45 de ani)
- Margaret Qualley născută la 23 octombrie 1994 (30 de ani)
- Rainey Qualley născută la 11 martie 1990 (35 de ani)
- Kathleen Quinlan născută la 19 noiembrie 1954 (70 de ani)
- Maeve Quinlan născută la 16 noiembrie 1964 (60 de ani)
- Aileen Quinn născută la 28 iunie 1971 (53 de ani)
- Molly Quinn născută la 8 octombrie 1993 (31 de ani)
- Pat Quinn născută la 20 iunie 1937 (87 de ani)
- Beulah Quo 1923–2002
- Audrey Quock născută la 25 februarie 1977 (48 de ani)

## R
- Cassidy Rae născută la 7 iunie 1976 (48 de ani)
- Charlotte Rae 1926–2018
- Cristina Raines născută la 28 februarie 1952 (73 de ani)
- Ella Raines 1920–1988
- Francia Raisa născută la 26 iulie 1988 (36 de ani)
- Mary Lynn Rajskub născută la 22 iunie 1971 (53 de ani)
- Sheryl Lee Ralph născută la 30 decembrie 1956 (68 de ani)
- Esther Ralston 1902–1994
- Marjorie Rambeau 1889–1970
- Leven Rambin născută la 17 mai 1990 (34 de ani)
- Cierra Ramirez născută la 9 martie 1995 (30 de ani)
- Dania Ramirez născută la 8 noiembrie 1979 (45 de ani) (născută dominicancă)
- Sara Ramirez născută la 31 august 1975 (49 de ani) (născută mexicancă)
- Anne Ramsey 1929–1988
- Laura Ramsey născută la 14 noiembrie 1982 (42 de ani)
- Marion Ramsey 1947–2021
- Theresa Randle născută la 27 decembrie 1964 (60 de ani)
- Jane Randolph 1914–2009
- June Diane Raphael născută la 4 ianuarie 1980 (45 de ani)
- Phylicia Rashad născută la 19 iunie 1948 (76 de ani)
- Emily Ratajkowski născută la 7 iunie 1991 (33 de ani)
- Kim Raver născută la 15 martie 1969 (56 de ani)
- Navi Rawat născută la 5 iunie 1977 (47 de ani)
- Martha Raye 1916–1994
- Tania Raymonde născută la 22 martie 1988 (37 de ani)
- Nancy Davis Reagan 1921–2016
- Elizabeth Reaser născută la 15 iunie 1975 (49 de ani)
- Alyson Reed născută la 11 ianuarie 1958 (67 de ani)
- Crystal Reed născută la 6 februarie 1985 (40 de ani)
- Donna Reed 1921–1986
- Nikki Reed născută la 17 mai 1988 (36 de ani)
- Pamela Reed născută la 2 aprilie 1949 (75 de ani)
- Della Reese 1931–2017
- Autumn Reeser născută la 21 septembrie 1980 (44 de ani)
- Bridget Regan născută la 3 februarie 1982 (43 de ani)
- Storm Reid născută la 1 iulie 2003 (21 de ani)
- Tara Reid născută la 8 noiembrie 1975 (49 de ani)
- Lee Remick 1935–1991
- Leah Remini născută la 15 iunie 1970 (54 de ani)
- Retta născută la 12 aprilie 1970 (54 de ani)
- Anne Revere 1903–1990
- Judy Reyes născută la 19 noiembrie 1967 (57 de ani)
- Debbie Reynolds 1932–2016
- Alicia Rhett 1915–2014
- Barbara Rhoades născută la 23 martie 1947 (78 de ani)
- Cynthia Rhodes născută la 21 noiembrie 1956 (68 de ani)
- Jennifer Rhodes născută la 17 august 1947 (77 de ani)
- Kim Rhodes născută la 7 iunie 1969 (55 de ani)
- Monica Rial născută la 5 octombrie 1975 (49 de ani)
- Marissa Ribisi născută la 17 decembrie 1974 (50 de ani)
- Elizabeth Rice născută la 5 noiembrie 1985 (39 de ani)
- Gigi Rice născută la 13 martie 1965 (60 de ani)
- Christina Ricci născută la 12 februarie 1980 (45 de ani)
- Ariana Richards născută la 11 septembrie 1979 (45 de ani)
- Beah Richards 1920–2000
- Denise Richards născută la 17 februarie 1971 (54 de ani)
- Kim Richards născută la 19 septembrie 1964 (60 de ani)
- Kyle Richards născută la 11 ianuarie 1969 (56 de ani)
- Cameron Richardson născută la 11 septembrie 1979 (45 de ani)
- LaTanya Richardson născută la 21 octombrie 1949 (75 de ani)
- Natasha Richardson 1963–2009 (născută britanică)
- Patricia Richardson născută la 23 februarie 1951 (74 de ani)
- Ashley Rickards născută la 4 mai 1992 (32 de ani)
- Beth Riesgraf născută la 24 august 1978 (46 de ani)
- Amanda Righetti născută la 4 aprilie 1983 (41 de ani)
- Jeannine Riley născută la 1 octombrie 1940 (84 de ani)
- LeAnn Rimes născută la 28 august 1982 (42 de ani)
- Molly Ringwald născută la 18 februarie 1968 (57 de ani)
- Lisa Rinna născută la 11 iulie 1963 (61 de ani)
- Kelly Ripa născută la 2 octombrie 1970 (54 de ani)
- Krysten Ritter născută la 16 decembrie 1981 (43 de ani)
- Thelma Ritter 1902–1969
- Naya Rivera 1987–2020
- AnnaSophia Robb născută la 8 decembrie 1993 (31 de ani)
- Doris Roberts 1925–2016
- Emma Roberts născută la 10 februarie 1991 (34 de ani)
- Julia Roberts născută la 28 octombrie 1967 (57 de ani)
- Tanya Roberts 1955–2021
- Britt Robertson născută la 18 aprilie 1990 (34 de ani)
- Robey născută la 14 martie 1960 (65 de ani) (născută canadiană)
- Wendy Robie născută la 6 octombrie 1953 (71 de ani)
- Wendy Raquel Robinson născută la 25 iulie 1967 (57 de ani)
- Ann Robinson născută la 25 aprilie 1929 (95 de ani)
- Cindy Robinson născută la 6 aprilie 1973 (51 de ani)
- Holly Robinson-Peete născută la 18 septembrie 1964 (60 de ani)
- Lela Rochon născută la 17 aprilie 1964 (60 de ani)
- Holland Roden născută la 7 octombrie 1986 (38 de ani)
- Olivia Rodrigo născută la 20 februarie 2003 (22 de ani)
- Gina Rodriguez născută la 30 iulie 1984 (40 de ani)
- Michelle Rodriguez născută la 12 iulie 1978 (46 de ani)
- Raini Rodriguez născută la 1 iulie 1993 (31 de ani)
- Sarah Roemer născută la 28 august 1984 (40 de ani)
- Ginger Rogers 1911–1995
- Mimi Rogers născută la 27 ianuarie 1956 (69 de ani)
- Elisabeth Röhm născută la 28 aprilie 1973 (51 de ani)
- Esther Rolle 1920–1998
- Rose Rollins născută la 30 aprilie 1981 (43 de ani)
- Ruth Roman 1922–1999
- Christy Carlson Romano născută la 20 martie 1984 (41 de ani)
- Rebecca Romijn născută la 6 noiembrie 1972 (52 de ani)
- Xosha Roquemore născută la 11 decembrie 1984 (40 de ani)
- Anika Noni Rose născută la 6 septembrie 1972 (52 de ani)
- Cristine Rose născută la 31 ianuarie 1951 (74 de ani)
- Emily Rose născută la 2 februarie 1981 (44 de ani)
- Margot Rose născută la 17 iulie 1956 (68 de ani)
- Diana Ross născută la 26 martie 1944 (80 de ani)
- Katharine Ross născută la 29 ianuarie 1940 (85 de ani)
- Tracee Ellis Ross născută la 29 octombrie 1972 (52 de ani)
- Emmy Rossum născută la 12 septembrie 1986 (38 de ani)
- Lillian Roth 1910–1980
- Jessica Rothe născută la 28 mai 1987 (37 de ani)
- Misty Rowe născută la 1 iunie 1952 (72 de ani) sau 1950
- Victoria Rowell născută la 10 mai 1959 (65 de ani)
- Kelly Rowland născută la 11 februarie 1981 (44 de ani)
- Gena Rowlands 1930–2024
- Jennifer Rubin născută la 3 aprilie 1962 (62 de ani)
- Zelda Rubinstein 1933–2010
- Maya Rudolph născută la 27 iulie 1972 (52 de ani)
- Cher Rue născută la 1 august 1955 (69 de ani)
- Sara Rue născută la 26 ianuarie 1979 (46 de ani)
- Mercedes Ruehl născută la 28 februarie 1948 (77 de ani)
- Janice Rule 1931–2003
- Olesya Rulin născută la 17 martie 1986 (39 de ani) (născută în Russia)
- Jennifer Runyon născută la 1 aprilie 1960 (64 de ani)
- Debra Jo Rupp născută la 24 februarie 1951 (74 de ani)
- Barbara Rush 1927–2024
- Odeya Rush născută la 12 mai 1997 (27 de ani) (născută israeliană)
- Betsy Russell născută la 6 septembrie 1963 (61 de ani)
- Gail Russell 1924–1961
- Jane Russell 1921–2011
- Keri Russell născută la 23 martie 1976 (49 de ani)
- Rosalind Russell 1907–1976
- Theresa Russell născută la 20 martie 1957 (68 de ani)
- Deanna Russo născută la 17 octombrie 1979 (45 de ani)
- Rene Russo născută la 17 februarie 1954 (71 de ani)
- Kelly Rutherford născută la 6 noiembrie 1968 (56 de ani)
- Amy Ryan născută la 3 mai 1969 (55 de ani)
- Blanchard Ryan născută la 12 ianuarie 1967 (58 de ani)
- Debby Ryan născută la 13 mai 1993 (31 de ani)
- Eileen Ryan 1928–2022
- Irene Ryan 1902–1973
- Jeri Ryan născută la 22 februarie 1968 (57 de ani)
- Meg Ryan născută la 19 noiembrie 1961 (63 de ani)
- Winona Ryder născută la 29 octombrie 1971 (53 de ani)

## S
- Katee Sackhoff născută la 8 aprilie 1980 (44 de ani)
- Katey Sagal născută la 19 ianuarie 1954 (71 de ani)
- Halston Sage născută la 10 mai 1993 (31 de ani)
- Eva Marie Saint născută la 4 iulie 1924 (100 de ani)
- Susan Saint James născută la 14 august 1946 (78 de ani)
- Jill St. John născută la 19 august 1940 (84 de ani)
- Meredith Salenger născută la 14 martie 1970 (55 de ani)
- Zoe Saldaña născută la 19 iunie 1978 (46 de ani)
- Laura San Giacomo născută la 14 noiembrie 1962 (62 de ani)
- Kiele Sanchez născută la 13 octombrie 1977 (47 de ani)
- Erin Sanders născută la 19 ianuarie 1991 (34 de ani)
- Jackie Sandler născută la 24 septembrie 1974 (50 de ani)
- Bianca Santos născută la 26 iulie 1990 (34 de ani)
- Mia Sara născută la 19 iunie 1967 (57 de ani)
- Susan Sarandon născută la 4 octombrie 1946 (78 de ani)
- Tura Satana 1938–2011
- Lori Saunders născută la 4 octombrie 1941 (83 de ani)
- Morgan Saylor născută la 26 octombrie 1994 (30 de ani)
- Allison Scagliotti născută la 21 septembrie 1990 (34 de ani)
- Gia Scala 1934–1972 (născută englezoaică)
- Diana Scarwid născută la 27 august 1955 (69 de ani)
- Cassie Scerbo născută la 30 martie 1990 (34 de ani)
- Kristen Schaal născută la 24 ianuarie 1978 (47 de ani)
- Wendy Schaal născută la 2 iulie 1954 (70 de ani)
- Felice Schachter născută la 17 noiembrie 1963 (61 de ani)
- Rebecca Schaeffer 1967–1989
- Natalie Schafer 1900–1991
- Anne Schedeen născută la 8 ianuarie 1949 (76 de ani)
- Taylor Schilling născută la 27 iulie 1984 (40 de ani)
- Carly Schroeder născută la 18 octombrie 1990 (34 de ani)
- Rebecca Schull născută la 22 februarie 1929 (96 de ani)
- Amy Schumer născută la 1 iunie 1981 (43 de ani)
- Annabella Sciorra născută la 29 martie 1960 (64 de ani)
- Ashley Scott născută la 13 iulie 1977 (47 de ani)
- Jill Scott născută la 4 aprilie 1972 (52 de ani)
- Lizabeth Scott 1922–2015
- Martha Scott 1912–2003
- Stefanie Scott născută la 6 decembrie 1996 (28 de ani)
- Amy Sedaris născută la 29 martie 1961 (63 de ani)
- Kyra Sedgwick născută la 19 august 1965 (59 de ani)
- Sandra Seacat născută la 2 octombrie 1936 (88 de ani)
- Marian Seldes 1928–2014
- Christian Serratos născută la 21 septembrie 1990 (34 de ani)
- Joan Severance născută la 23 decembrie 1958 (66 de ani)
- Chloë Sevigny născută la 18 noiembrie 1974 (50 de ani)
- Amanda Seyfried născută la 3 decembrie 1985 (39 de ani)
- Anne Seymour 1909–1988
- Jane Seymour născută la 15 februarie 1951 (74 de ani) (născută britanică)
- Sarah Shahi născută la 10 ianuarie 1980 (45 de ani)
- Yara Shahidi născută la 10 februarie 2000 (25 de ani)
- Molly Shannon născută la 16 septembrie 1964 (60 de ani)
- Karen Sharpe născută la 20 septembrie 1934 (90 de ani)
- Lindsey Shaw născută la 10 mai 1989 (35 de ani)
- Vinessa Shaw născută la 19 iulie 1976 (48 de ani)
- Alia Shawkat născută la 18 aprilie 1989 (35 de ani)
- Lin Shaye născută la 12 octombrie 1943 (81 de ani)
- Norma Shearer 1920–1983 (Canadian-American)
- Ally Sheedy născută la 13 iunie 1962 (62 de ani)
- Kate Lyn Sheil născută la 13 iunie 1985 (39 de ani)
- Adrienne Shelly 1966–2006
- Marley Shelton născută la 12 aprilie 1974 (50 de ani)
- Cybill Shepherd născută la 18 februarie 1950 (75 de ani)
- Sherri Shepherd născută la 22 aprilie 1967 (57 de ani)
- Ann Sheridan 1915–1967
- Lisa Sheridan 1974–2019
- Margaret Sheridan 1926–1982
- Nicollette Sheridan născută la 21 noiembrie 1963 (61 de ani) (născută britanică)
- Brooke Shields născută la 31 mai 1965 (59 de ani)
- Alexandra Shipp născută la 16 iulie 1991 (33 de ani)
- Talia Shire născută la 25 aprilie 1946 (78 de ani)
- Anne Shirley 1918–1993
- Dinah Shore 1916–1994
- Elisabeth Shue născută la 6 octombrie 1963 (61 de ani)
- Jane Sibbett născută la 28 noiembrie 1962 (62 de ani)
- Gabourey Sidibe născută la 6 mai 1983 (41 de ani)
- Sylvia Sidney 1910–1999
- Drew Sidora născută la 1 mai 1985 (39 de ani)
- Maggie Siff născută la 21 iunie 1974 (50 de ani)
- Jamie-Lynn Sigler născută la 15 mai 1981 (43 de ani)
- Karen Sillas născută la 5 iunie 1963 (61 de ani)
- Leslie Silva născută la 21 aprilie 1968 (56 de ani)
- Sarah Silverman născută la 1 decembrie 1970 (54 de ani)
- Alicia Silverstone născută la 4 octombrie 1976 (48 de ani)
- Jessica Simpson născută la 10 iulie 1980 (44 de ani)
- Molly Sims născută la 25 mai 1973 (51 de ani)
- Nancy Sinatra născută la 8 iunie 1940 (84 de ani)
- Jaz Sinclair născută la 22 iulie 1994 (30 de ani)
- Lori Singer născută la 6 noiembrie 1957 (67 de ani)
- Sadie Sink născută la 16 aprilie 2002 (22 de ani)
- Marina Sirtis născută la 29 martie 1955 (69 de ani)
- Jennifer Sky născută la 13 octombrie 1976 (48 de ani)
- Azura Skye născută la 8 noiembrie 1981 (43 de ani)
- Ione Skye născută la 4 septembrie 1970 (54 de ani)
- Jenny Slate născută la 25 martie 1982 (43 de ani)
- Helen Slater născută la 15 decembrie 1963 (61 de ani)
- Lindsay Sloane născută la 8 august 1977 (47 de ani)
- Amy Smart născută la 26 martie 1976 (48 de ani)
- Jean Smart născută la 13 septembrie 1951 (73 de ani)
- Amber Smith născută la 2 martie 1971 (54 de ani)
- Anna Nicole Smith 1967–2007
- Brooke Smith născută la 22 mai 1967 (57 de ani)
- Jaclyn Smith născută la 26 octombrie 1945 (79 de ani)
- Kellita Smith născută la 15 ianuarie 1969 (56 de ani)
- Lois Smith născută la 3 noiembrie 1930 (94 de ani)
- Madolyn Smith născută la 1 ianuarie 1957 (68 de ani)
- Martha Smith născută la 16 octombrie 1952 (72 de ani)
- Shawnee Smith născută la 3 iulie 1969 (55 de ani) sau 1970
- Shelley Smith născută la 25 octombrie 1952 (72 de ani)
- Tasha Smith născută la 28 februarie 1971 (54 de ani)
- Willow Smith născută la 31 octombrie 2000 (24 de ani)
- Yeardley Smith născută la 3 iulie 1964 (60 de ani)
- Jan Smithers născută la 3 iulie 1949 (75 de ani)
- Carrie Snodgress 1945–2004
- Brittany Snow născută la 9 martie 1986 (39 de ani)
- Liza Snyder născută la 20 martie 1968 (57 de ani)
- Leelee Sobieski născută la 10 iunie 1983 (41 de ani) sau 1982
- Rena Sofer născută la 2 decembrie 1968 (56 de ani)
- Marla Sokoloff născută la 19 decembrie 1980 (44 de ani)
- Sarah Sokolovic născută la 30 noiembrie 1979 (45 de ani)
- P. J. Soles născută la 17 iulie 1950 (74 de ani)
- Suzanne Somers 1946–2023
- Bonnie Somerville născută la 24 februarie 1974 (51 de ani)
- Phyllis Somerville 1943–2020
- Gale Sondergaard 1899–1985
- Brenda Song născută la 27 martie 1988 (36 de ani)
- Mira Sorvino născută la 28 septembrie 1967 (57 de ani)
- Shannyn Sossamon născută la 3 octombrie 1978 (46 de ani)
- Ann Sothern 1909–2001
- Sissy Spacek născută la 25 decembrie 1949 (75 de ani)
- Jordin Sparks născută la 22 decembrie 1989 (35 de ani)
- Britney Spears născută la 2 decembrie 1981 (43 de ani)
- Jamie Lynn Spears născută la 4 aprilie 1991 (33 de ani)
- Tori Spelling născută la 16 mai 1973 (51 de ani)
- Abigail Spencer născută la 4 august 1981 (43 de ani)
- Danielle Spencer născută la 24 iunie 1965 (59 de ani)
- Octavia Spencer născută la 25 mai 1972 (52 de ani) sau 1970
- Ashley Spillers născută la 13 august 1986 (38 de ani)
- June Squibb născută la 6 noiembrie 1929 (95 de ani)
- Gina St. John
- Kelly Stables născută la 26 ianuarie 1978 (47 de ani)
- Florence Stanley 1924–2003
- Kim Stanley 1925–2001
- Barbara Stanwyck 1907–1990
- Jean Stapleton 1923–2013
- Maureen Stapleton 1925–2006
- Karen Steele 1931–1988
- Mary Steenburgen născută la 8 februarie 1953 (72 de ani)
- Leslie Stefanson născută la 10 mai 1971 (53 de ani)
- Hailee Steinfeld născută la 11 decembrie 1996 (28 de ani)
- Amandla Stenberg născută la 23 octombrie 1998 (26 de ani)
- Jan Sterling 1921–2004
- Mindy Sterling născută la 11 iulie 1953 (71 de ani)
- Frances Sternhagen 1930–2023
- Amber Stevens născută la 7 octombrie 1986 (38 de ani)
- Connie Stevens născută la 8 august 1938 (86 de ani)
- Kaye Stevens 1932–2011
- Stella Stevens născută la 1 octombrie 1938 (86 de ani)
- Elaine Stewart 1930–2011
- Kristen Stewart născută la 9 aprilie 1990 (34 de ani)
- Julia Stiles născută la 28 martie 1981 (43 de ani)
- Emma Stone născută la 6 noiembrie 1988 (36 de ani)
- Jennifer Stone născută la 12 februarie 1993 (32 de ani)
- Sharon Stone născută la 10 martie 1958 (67 de ani)
- Alyson Stoner născută la 11 august 1993 (31 de ani)
- Gale Storm 1922–2009
- Madeleine Stowe născută la 18 august 1958 (66 de ani)
- Beatrice Straight 1914–2001
- Susan Strasberg 1938–1999
- Meryl Streep născută la 22 iunie 1949 (75 de ani)
- Barbra Streisand născută la 24 aprilie 1942 (82 de ani)
- Cecily Strong născută la 4 februarie 1984 (41 de ani)
- Brenda Strong născută la 25 martie 1960 (65 de ani)
- Jessica Stroup născută la 23 octombrie 1986 (38 de ani)
- Sally Struthers născută la 28 iulie 1947 (77 de ani)
- Barbara Stuart 1930–2011
- Jean Stuart 1906–1926 Silent films
- Gloria Stuart 1910–2010
- Margaret Sullavan 1909–1960
- Kelly Sullivan născută la 3 februarie 1978 (47 de ani)
- Kristine Sutherland născută la 17 aprilie 1955 (69 de ani)
- Carol Sutton 1944–2020
- Mena Suvari născută la 13 februarie 1979 (46 de ani)
- Dominique Swain născută la 12 august 1980 (44 de ani)
- Hilary Swank născută la 30 iulie 1974 (50 de ani)
- Gloria Swanson 1899–1983
- Kristy Swanson născută la 19 decembrie 1969 (55 de ani)
- Julia Sweeney născută la 10 octombrie 1959 (65 de ani)
- Jodie Sweetin născută la 19 ianuarie 1982 (43 de ani)
- Taylor Swift născută la 13 decembrie 1989 (35 de ani)
- Amanda Swisten născută la 20 decembrie 1978 (46 de ani)
- Loretta Swit născută la 4 noiembrie 1937 (87 de ani)
- Wanda Sykes născută la 7 martie 1964 (61 de ani)
- Raven-Symoné născută la 10 decembrie 1985 (39 de ani)

## T
- Sophia Takal născută la 12 mai 1986 (38 de ani)
- Nita Talbot născută la 8 august 1930 (94 de ani)
- Patricia Tallman născută la 4 septembrie 1957 (67 de ani)
- Constance Talmadge 1898–1973
- Natalie Talmadge 1896–1969
- Norma Talmadge 1894–1957
- Amber Tamblyn născută la 14 mai 1983 (41 de ani)
- Jessica Tandy 1909–1994
- Katelyn Tarver născută la 2 noiembrie 1989 (35 de ani)
- Lilyan Tashman 1896–1934
- Sharon Tate 1943–1969
- Christine Taylor născută la 30 iulie 1971 (53 de ani)
- Elizabeth Taylor 1932–2011
- Holland Taylor născută la 14 ianuarie 1943 (82 de ani)
- Jennifer Taylor născută la 19 aprilie 1972 (52 de ani)
- Leigh Taylor-Young născută la 1945
- Lili Taylor născută la 20 februarie 1967 (58 de ani)
- Scout Taylor-Compton născută la 21 februarie 1989 (36 de ani)
- Tamara Taylor născută la 27 septembrie 1970 (54 de ani) (născută canadiană)
- Aimee Teegarden născută la 10 octombrie 1989 (35 de ani)
- Shirley Temple 1928–2014
- Tia Texada născută la 14 decembrie 1971 (53 de ani)
- Maria Thayer născută la 30 octombrie 1975 (49 de ani)
- Charlize Theron născută la 7 august 1975 (49 de ani) (născută sud-africană)
- Tiffany Thiessen născută la 23 ianuarie 1974 (51 de ani)
- Lynne Thigpen 1948–2003
- Olivia Thirlby născută la 6 octombrie 1986 (38 de ani)
- Heather Thomas născută la 8 septembrie 1957 (67 de ani)
- Marlo Thomas născută la 21 noiembrie 1937 (87 de ani)
- Lea Thompson născută la 31 mai 1961 (63 de ani)
- Susanna Thompson născută la 27 ianuarie 1958 (67 de ani)
- Tessa Thompson născută la 3 octombrie 1983 (41 de ani)
- Bella Thorne născută la 8 octombrie 1997 (27 de ani)
- Callie Thorne născută la 20 noiembrie 1969 (55 de ani)
- Courtney Thorne-Smith născută la 8 noiembrie 1967 (57 de ani)
- Uma Thurman născută la 29 aprilie 1970 (54 de ani)
- Gene Tierney 1920–1991
- Maura Tierney născută la 3 februarie 1965 (60 de ani)
- Pamela Tiffin 1942–2020
- Jennifer Tilly născută la 16 septembrie 1958 (66 de ani)
- Meg Tilly născută la 14 februarie 1960 (65 de ani)
- Addison Timlin născută la 29 iunie 1991 (33 de ani)
- Lio Tipton născută la 9 noiembrie 1988 (36 de ani)
- Ashley Tisdale născută la 2 iulie 1985 (39 de ani)
- Hallie Todd născută la 7 ianuarie 1962 (63 de ani)
- Thelma Todd 1906–1935
- Lauren Tom născută la 4 august 1961 (63 de ani)
- Nicholle Tom născută la 23 martie 1978 (47 de ani)
- Marisa Tomei născută la 4 decembrie 1964 (60 de ani)
- Tamlyn Tomita născută la 27 ianuarie 1966 (59 de ani)
- Lily Tomlin născută la 1 septembrie 1939 (85 de ani)
- Gina Torres născută la 25 aprilie 1969 (55 de ani)
- Audrey Totter 1917–2013
- Constance Towers născută la 20 mai 1933 (91 de ani)
- Michelle Trachtenberg născută la 11 octombrie 1985 (39 de ani)
- Thalia Tran
- Nancy Travis născută la 21 septembrie 1961 (63 de ani)
- Claire Trevor 1910–2000
- Jeanne Tripplehorn născută la 10 iunie 1963 (61 de ani)
- Dorothy Tristan 1934–2023
- Rachel True născută la 15 noiembrie 1966 (58 de ani)
- Jessica Tuck născută la 19 februarie 1963 (62 de ani)
- Robin Tunney născută la 19 iunie 1972 (52 de ani)
- Paige Turco născută la 17 mai 1965 (59 de ani)
- Bree Turner născută la 10 martie 1977 (48 de ani)
- Janine Turner născută la 6 decembrie 1962 (62 de ani)
- Kathleen Turner născută la 19 iunie 1954 (70 de ani)
- Lana Turner 1921–1995
- Tina Turner 1939–2023
- Helen Twelvetrees 1908–1958
- Aisha Tyler născută la 18 septembrie 1970 (54 de ani)
- Liv Tyler născută la 1 iulie 1977 (47 de ani)
- Susan Tyrrell 1945–2012
- Cicely Tyson 1924–2021

## U
- Alanna Ubach născută la 3 octombrie 1975 (49 de ani)
- Leslie Uggams născută la 25 mai 1943 (81 de ani)
- Tracey Ullman născută la 30 decembrie 1959 (65 de ani)
- Kim Johnston Ulrich născută la 24 martie 1955 (70 de ani)
- Carrie Underwood născută la 10 martie 1983 (42 de ani)
- Sara Jean Underwood născută la 24 martie 1984 (41 de ani)
- Sheryl Underwood născută la 28 octombrie 1963 (61 de ani)
- Gabrielle Union născută la 29 octombrie 1972 (52 de ani)
- Kate Upton născută la 10 iunie 1992 (32 de ani)
- Jenna Ushkowitz născută la 28 aprilie 1986 (38 de ani) (născută coreeancă)

## V
- Brenda Vaccaro născută la 18 noiembrie 1939 (85 de ani)
- Cristina Valenzuela născută la 11 iulie 1987 (37 de ani)
- Sigrid Valdis 1935–2007
- Nancy Valen născută la 16 decembrie 1965 (59 de ani)
- Brooke Valentine născută la 5 octombrie 1984 (40 de ani)
- Cindy Valentine născută la 22 august 1975 (49 de ani)
- Karen Valentine născută la 25 mai 1947 (77 de ani)
- Amber Valletta născută la 9 februarie 1974 (51 de ani)
- Joan Van Ark născută la 16 iunie 1943 (81 de ani)
- Mamie Van Doren născută la 6 februarie 1931 (94 de ani)
- Hilary Van Dyke născută la 30 octombrie 1970 (54 de ani)
- Grace Van Patten născută la 21 noiembrie 1996 (28 de ani)
- Joyce Van Patten născută la 9 martie 1934 (91 de ani)
- Deborah Van Valkenburgh născută la 29 august 1952 (72 de ani)
- Monique Van Vooren 1927–2020 (născută în Belgium)
- Jo Van Fleet 1914–1996
- Danitra Vance 1954–1994
- Vivian Vance 1909–1979
- Grace VanderWaal născută la 15 ianuarie 2004 (21 de ani)
- Shantel VanSanten născută la 25 iulie 1985 (39 de ani)
- Janet Varney născută la 16 februarie 1976 (49 de ani)
- Diane Varsi 1938–1992
- Liz Vassey născută la 9 august 1972 (52 de ani)
- Sofia Vassilieva născută la 22 octombrie 1992 (32 de ani)
- Countess Vaughn născută la 8 august 1978 (46 de ani)
- Terri J. Vaughn născută la 16 octombrie 1969 (55 de ani)
- Alexa Vega născută la 27 august 1988 (36 de ani)
- Makenzie Vega născută la 10 februarie 1994 (31 de ani)
- Jaci Velasquez născută la 15 octombrie 1979 (45 de ani)
- Nadine Velazquez născută la 20 noiembrie 1978 (46 de ani)
- Lauren Vélez născută la 2 noiembrie 1964 (60 de ani)
- Evelyn Venable 1913-1993
- Diane Venora născută la 10 august 1952 (72 de ani)
- Cassie Ventura născută la 26 august 1986 (38 de ani)
- Gwen Verdon 1925–2000
- Elena Verdugo 1925–2017
- Sofia Vergara născută la 10 iulie 1972 (52 de ani) (născută în Colombia)
- Kate Vernon născută la 21 aprilie 1961 (63 de ani) (născută în Canada)
- Victoria Vetri născută la 26 septembrie 1944 (80 de ani)
- Yvette Vickers 1928–2010
- Christina Vidal născută la 18 noiembrie 1981 (43 de ani)
- Lisa Vidal născută la 13 iunie 1965 (59 de ani)
- Tracy Vilar născută la 12 aprilie 1968 (56 de ani)
- Nana Visitor născută la 26 iulie 1957 (67 de ani)
- Jenna von Oÿ născută la 2 mai 1977 (47 de ani)
- Lark Voorhies născută la 25 martie 1974 (51 de ani)
- Gloria Votsis născută la 9 februarie 1979 (46 de ani)

## W
- Caitlin Wachs născută la 15 martie 1989 (36 de ani)
- Lindsay Wagner născută la 22 iunie 1949 (75 de ani)
- Natasha Gregson Wagner născută la 29 septembrie 1970 (54 de ani)
- Janet Waldo 1920–2016
- Shawna Waldron născută la 25 ianuarie 1982 (43 de ani)
- Abby Walker născută la 8 aprilie 1987 (37 de ani)
- Ally Walker născută la 25 august 1961 (63 de ani)
- Arnetia Walker născută la 11 iulie 1954 (70 de ani)
- Bree Walker născută la 26 februarie 1953 (72 de ani)
- Dreama Walker născută la 20 iunie 1986 (38 de ani)
- Kathryn Walker născută la 9 ianuarie 1943 (82 de ani)
- Nancy Walker 1922–1992
- Dee Wallace născută la 14 decembrie 1948 (76 de ani)
- Marcia Wallace 1942–2013
- Quvenzhané Wallis născută la 28 august 2003 (21 de ani)
- Kate Walsh născută la 13 octombrie 1967 (57 de ani)
- Maiara Walsh născută la 18 februarie 1988 (37 de ani)
- Jessica Walter 1941–2021
- Lisa Ann Walter născută la 3 august 1963 (61 de ani)
- Laurie Walters născută la 8 ianuarie 1947 (78 de ani)
- Melora Walters născută la 21 octombrie 1959 (65 de ani)
- Nancy Walters 1933–2009
- Susan Walters născută la 28 septembrie 1963 (61 de ani)
- Peggy Walton-Walker născută la 1 septembrie 1943 (81 de ani) sau 1948
- Zoë Wanamaker născută la 13 mai 1949 (75 de ani)
- B. J. Ward născută la 16 septembrie 1944 (80 de ani)
- Maitland Ward născută la 3 februarie 1977 (48 de ani)
- Megan Ward născută la 24 septembrie 1969 (55 de ani)
- Rachel Ward născută la 12 septembrie 1957 (67 de ani) (născută britanică)
- Sela Ward născută la 11 iulie 1956 (68 de ani)
- Susan Ward născută la 15 aprilie 1976 (48 de ani)
- Emily Warfield născută la 10 august 1972 (52 de ani)
- Marlene Warfield născută la 19 iunie 1940 (84 de ani)
- Marsha Warfield născută la 5 martie 1954 (71 de ani)
- Dawn Rochelle Warner născută la 7 decembrie 1972 (52 de ani)
- Julie Warner născută la 9 februarie 1965 (60 de ani)
- Estella Warren născută la 23 decembrie 1978 (46 de ani)
- Jennifer Warren născută la 12 august 1941 (83 de ani)
- Karle Warren născută la 8 februarie 1992 (33 de ani)
- Kiersten Warren născută la 4 noiembrie 1965 (59 de ani)
- Lesley Ann Warren născută la 16 august 1946 (78 de ani)
- Ruth Warrick 1916–2005
- Fredi Washington 1903–1994
- Kerry Washington născută la 31 ianuarie 1977 (48 de ani)
- Ethel Waters 1896–1977
- Katherine Waterston născută la 3 martie 1980 (45 de ani) (născută englezoaică)
- Carlene Watkins născută la 4 iunie 1952 (72 de ani)
- Michaela Watkins născută la 14 decembrie 1971 (53 de ani)
- Cynthia Watros născută la 2 septembrie 1968 (56 de ani)
- Vernee Watson-Johnson născută la 28 septembrie 1949 (75 de ani)
- Rolonda Watts născută la 12 iulie 1959 (65 de ani)
- Kim Wayans născută la 16 octombrie 1961 (63 de ani)
- Carol Wayne 1942–1985
- Shawn Weatherly născută la 24 iulie 1959 (65 de ani)
- Sigourney Weaver născută la 8 octombrie 1949 (75 de ani)
- Bresha Webb născută la 10 iulie 1987 (37 de ani)
- Chloe Webb născută la 25 iunie 1956 (68 de ani)
- Haley Webb născută la 25 noiembrie 1985 (39 de ani)
- Jane Webb 1925–2010
- Veronica Webb născută la 25 februarie 1965 (60 de ani)
- Ann Wedgeworth 1934–2017
- Virginia Weidler 1927–1968
- Liza Weil născută la 5 iunie 1977 (47 de ani)
- Rachel Weisz născută la 7 martie 1970 (55 de ani)
- Raquel Welch 1940–2023
- Savannah Welch născută la 4 august 1984 (40 de ani)
- Tahnee Welch născută la 26 decembrie 1961 (63 de ani)
- Tuesday Weld născută la 27 august 1943 (81 de ani)
- Gwen Welles 1951–1993
- Rebecca Wells 1928–2017
- Dawn Wells 1938–2020
- Mae West 1893–1980
- Nydia Westman 1902-1970
- Celia Weston născută la 14 decembrie 1951 (73 de ani)
- Patricia Wettig născută la 4 decembrie 1951 (73 de ani)
- Dana Wheeler-Nicholson născută la 9 octombrie 1960 (64 de ani)
- Jill Whelan născută la 29 septembrie 1966 (58 de ani)
- Lisa Whelchel născută la 29 mai 1963 (61 de ani)
- Shannon Whirry născută la 7 noiembrie 1964 (60 de ani)
- Betty White 1922–2021
- Carole Ita White născută la 24 august 1949 (75 de ani)
- Julie White născută la 4 iunie 1961 (63 de ani)
- Karen Malina White născută la 7 iulie 1965 (59 de ani)
- Michole Briana White născută la 29 mai 1969 (55 de ani)
- Persia White născută la 24 octombrie 1972 (52 de ani)
- Ruth White 1914–1969
- Lynn Whitfield născută la 6 mai 1953 (71 de ani)
- Mae Whitman născută la 9 iunie 1988 (36 de ani)
- Kym Whitley născută la 7 iunie 1961 (63 de ani)
- Grace Lee Whitney 1930–2015
- Mary Wickes 1910–1995
- Dianne Wiest născută la 28 martie 1948 (76 de ani)
- Laura Slade Wiggins născută la 8 august 1988 (36 de ani)
- Kristen Wiig născută la 22 august 1973 (51 de ani)
- Collin Wilcox 1935–2009
- Lisa Wilcox născută la 27 aprilie 1964 (60 de ani)
- Abby Wilde născută la 25 februarie 1989 (36 de ani)
- Olivia Wilde născută la 10 martie 1984 (41 de ani)
- Samira Wiley născută la 15 aprilie 1987 (37 de ani)
- Kathleen Wilhoite născută la 29 iunie 1964 (60 de ani)
- Adrienne Wilkinson născută la 1 septembrie 1977 (47 de ani)
- Allison Williams născută la 13 aprilie 1988 (36 de ani)
- Cara Williams 1925–2021
- Cindy Williams 1947–2023
- Esther Williams 1921–2013
- JoBeth Williams născută la 6 decembrie 1948 (76 de ani)
- Kelli Williams născută la 8 iunie 1970 (54 de ani)
- Kiely Williams născută la 9 iulie 1986 (38 de ani)
- Kimberly Williams-Paisley născută la 14 septembrie 1971 (53 de ani)
- Kimberly Kevon Williams născută la 8 octombrie 1985 (39 de ani)
- Malinda Williams născută la 24 septembrie 1970 (54 de ani)
- Michelle Williams născută la 9 septembrie 1980 (44 de ani)
- Michelle Williams (singer) născută la 23 iulie 1980 (44 de ani)
- Natashia Williams născută la 2 august 1978 (46 de ani)
- Vanessa Williams născută la 18 martie 1963 (62 de ani)
- Vanessa Estelle Williams născută la 12 mai 1963 (61 de ani)
- Vesta Williams 1957–2011
- Wendy Williams născută la 18 iulie 1964 (60 de ani)
- Zelda Williams născută la 31 iulie 1989 (35 de ani)
- Afton Williamson născută la 7 septembrie 1984 (40 de ani)
- Kate Williamson 1931–2013
- Kenya D. Williamson născută la 20 noiembrie 1945 (79 de ani)
- Alicia Leigh Willis născută la 1 martie 1978 (47 de ani)
- Katherine Willis născută la 2 mai 1971 (53 de ani)
- Rumer Willis născută la 16 august 1988 (36 de ani)
- Beverly Wills 1933–1963
- Bridgette Wilson născută la 25 septembrie 1973 (51 de ani)
- Casey Wilson născută la 24 octombrie 1980 (44 de ani)
- Chandra Wilson născută la 27 august 1969 (55 de ani)
- Debra Wilson născută la 26 aprilie 1962 (62 de ani)
- Elizabeth Wilson 1921–2015
- Kristen Wilson născută la 4 septembrie 1969 (55 de ani)
- Mara Wilson născută la 24 iulie 1987 (37 de ani)
- Mary Louise Wilson născută la 12 noiembrie 1931 (93 de ani)
- Rita Wilson născută la 26 octombrie 1956 (68 de ani)
- Sheree J. Wilson născută la 12 decembrie 1958 (66 de ani)
- Camille Winbush născută la 9 februarie 1990 (35 de ani)
- Oprah Winfrey născută la 29 ianuarie 1954 (71 de ani)
- Debra Winger născută la 16 mai 1955 (69 de ani)
- Mare Winningham născută la 16 mai 1959 (65 de ani)
- Mary Elizabeth Winstead născută la 28 noiembrie 1984 (40 de ani)
- Ariel Winter născută la 28 ianuarie 1998 (27 de ani)
- Shelley Winters 1920–2006
- Jane Withers 1926–2021
- Reese Witherspoon născută la 22 martie 1976 (49 de ani)
- Alicia Witt născută la 21 august 1975 (49 de ani)
- Collette Wolfe născută la 4 aprilie 1980 (44 de ani)
- Fryda Wolff născută la 25 mai 1982 (42 de ani)
- Deborah Ann Woll născută la 7 februarie 1985 (40 de ani)
- Liza Wong născută la 19 aprilie 1982 (42 de ani)
- Evan Rachel Wood născută la 7 septembrie 1987 (37 de ani)
- Lana Wood născută la 31 martie 1946 (78 de ani)
- Natalie Wood 1938–1981
- Alfre Woodard născută la 8 noiembrie 1952 (72 de ani)
- Charlayne Woodard născută la 29 decembrie 1953 (71 de ani)
- Pat Woodell 1944–2015
- Holly Woodlawn 1946–2015
- Shailene Woodley născută la 15 noiembrie 1991 (33 de ani)
- Joanne Woodward născută la 27 februarie 1930 (95 de ani)
- Shannon Woodward născută la 17 decembrie 1984 (40 de ani)
- Fay Wray 1907–2004
- Amy Wright născută la 15 aprilie 1950 (74 de ani)
- N'Bushe Wright născută la 20 septembrie 1970 (54 de ani)
- Robin Wright născută la 8 aprilie 1966 (58 de ani)
- Teresa Wright 1918–2005
- Kari Wuhrer născută la 28 aprilie 1967 (57 de ani)
- Jane Wyman 1917–2007
- Jane Wyatt 1910–2006

## Y
- Celeste Yarnall 1944–2018
- Deborah Yates născută la 5 iunie 1970 (54 de ani)
- Amy Yasbeck născută la 12 septembrie 1962 (62 de ani)
- Morgan York născută la 18 ianuarie 1993 (32 de ani)
- Evelyn Young 1915–1983
- Loretta Young 1913–2000
- Sean Young născută la 20 noiembrie 1959 (65 de ani)
- Barrie Youngfellow 1946–2022

## Z
- Grace Zabriskie născută la 17 mai 1941 (83 de ani)
- Pia Zadora născută la 4 mai 1954 (70 de ani)
- Lisa Zane născută la 5 aprilie 1961 (63 de ani)
- Carmen Zapata 1927–2014
- Natalie Zea născută la 17 martie 1975 (50 de ani)
- Nora Zehetner născută la 5 februarie 1981 (44 de ani)
- Renée Zellweger născută la 25 aprilie 1969 (55 de ani)
- Zendaya născută la 1 septembrie 1996 (28 de ani)
- Madeline Zima născută la 16 septembrie 1985 (39 de ani)
- Vanessa Zima născută la 17 decembrie 1986 (38 de ani)
- Yvonne Zima născută la 16 ianuarie 1989 (36 de ani)
- Stephanie Zimbalist născută la 8 octombrie 1956 (68 de ani)
- Constance Zimmer născută la 11 octombrie 1970 (54 de ani)
- Charlotte Zucker 1921–2007
- Daphne Zuniga născută la 28 octombrie 1962 (62 de ani)